# Konqi

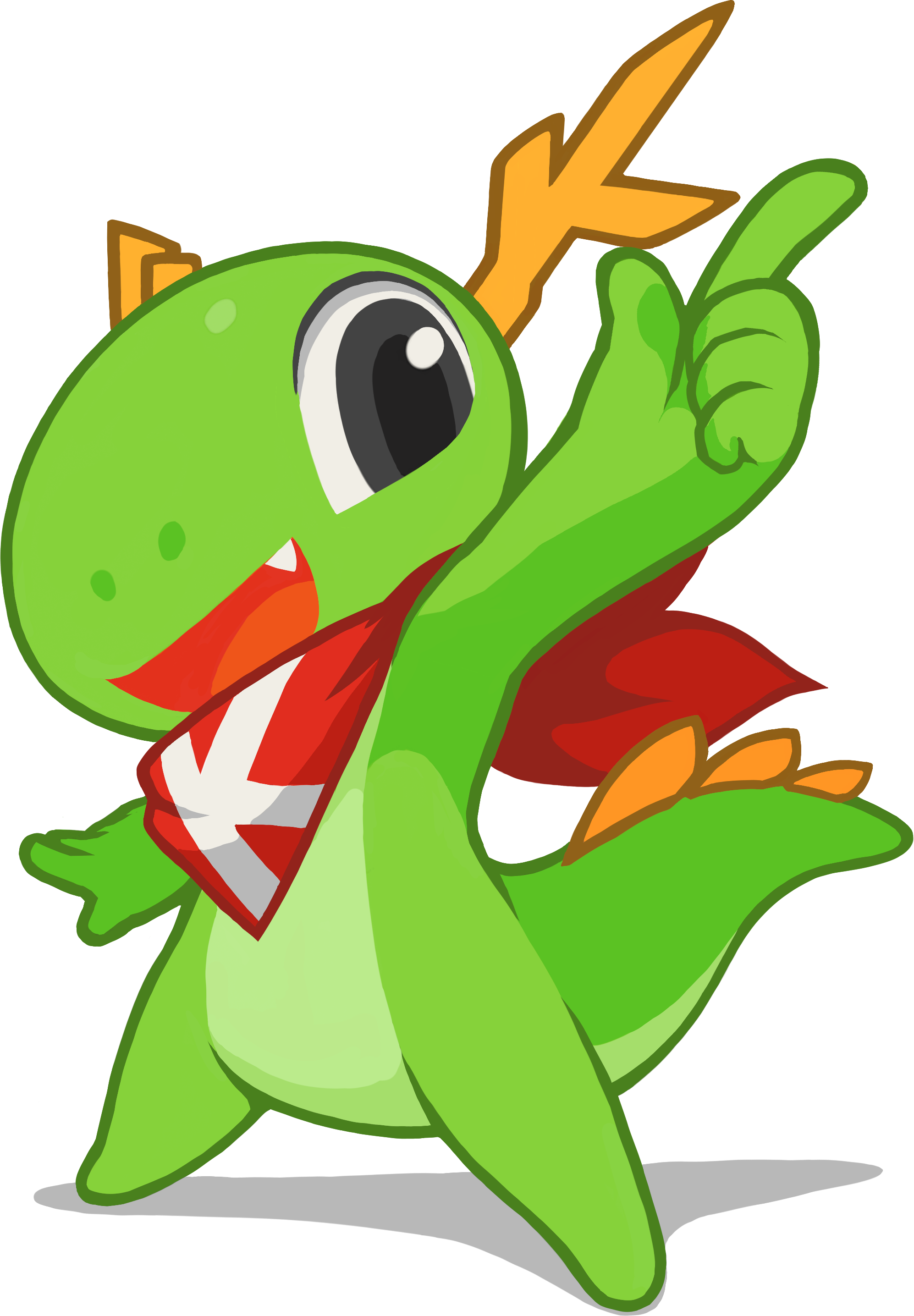
KDEのマスコットKonqiの現行デザイン。デザイナーはTyson Tan。

Konqi (コンキー)はオープンソースソフトウェアプロジェクト、KDEのマスコットで、小さく陽気な緑色のドラゴンである。KDE のソフトウェアや KDE 公式サイトを含む多くのウェブサイトに出てくる。"Konqi" という名前は KDEのウェブブラウザ兼ファイルブラウザであったKonquerorに因んで名付けられた。KDE 2.x ~ 4.x頃のデザイナーはStefan Spatzで、5.xからはTyson Tan。
Konqi元々KDE 2.xのヘルプセンターのアシスタントとして設計されたが、ユーザーから良い評価をもらい、3.x頃には遂に元マスコットであったKandalfと呼ばれる魔法使いの代わりにKDEのマスコットを務めた。
Katieという名の彼女がいる。KatieはKDE 女性プロジェクトのマスコットでもある。

## デザイン

### Tyson Tanによる現行デザイン
Tyson Tanが関わったデザインは全てクリエイティブ・コモンズ・ライセンスBY-SAやLGPLでライセンスしている。

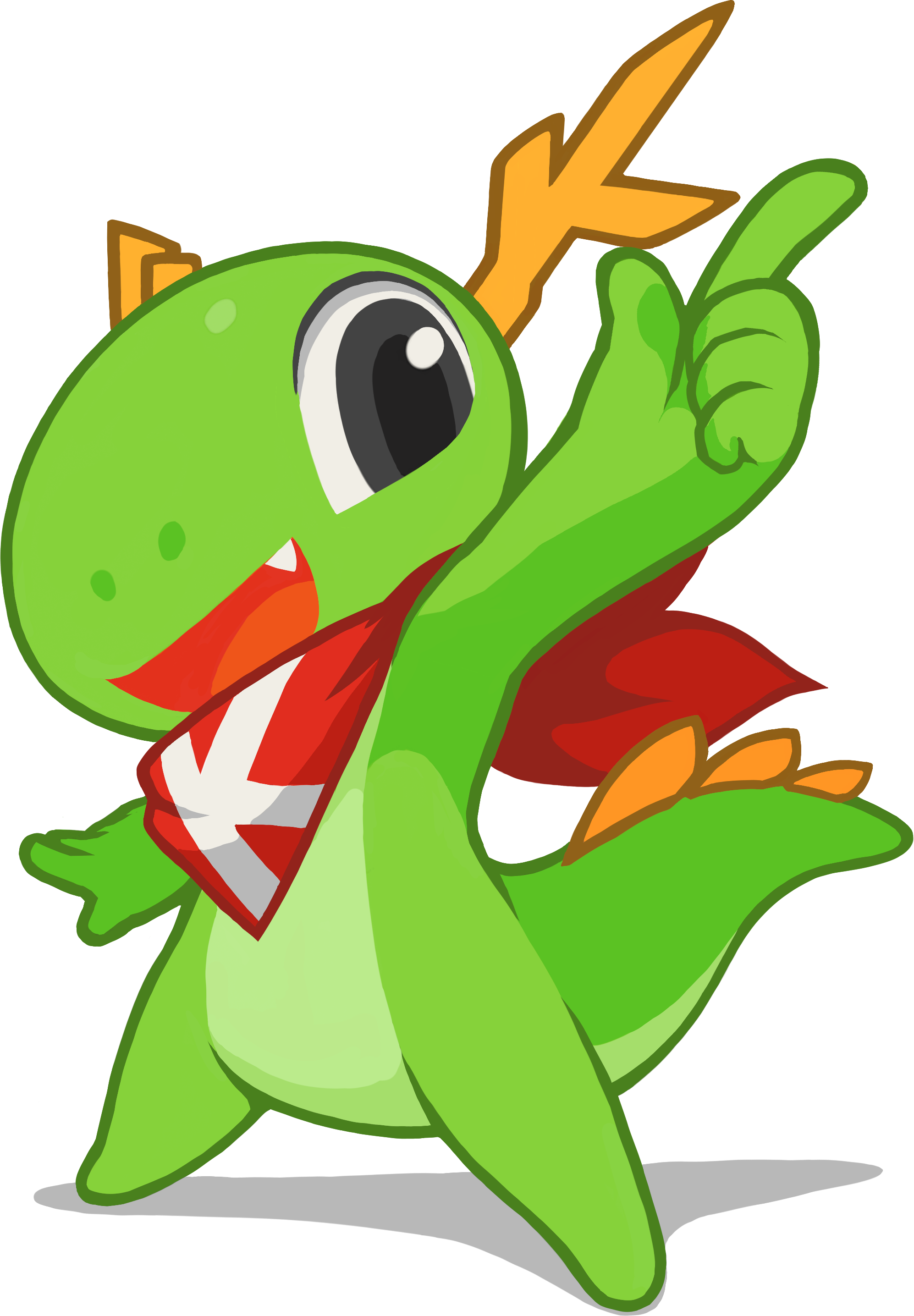
Tyson Tan版デザインのキーアートワーク。
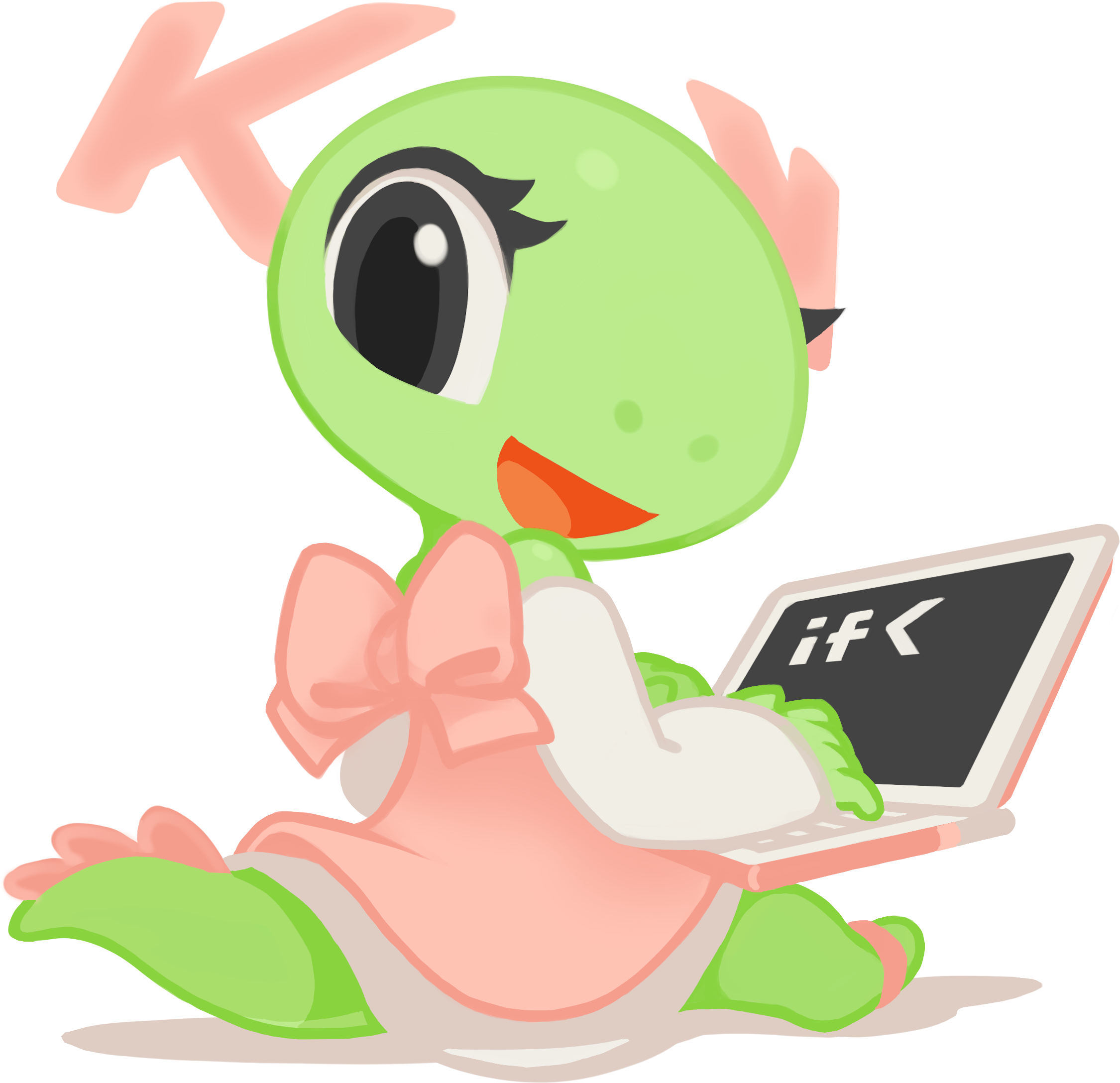
KatieとKDE開発環境。
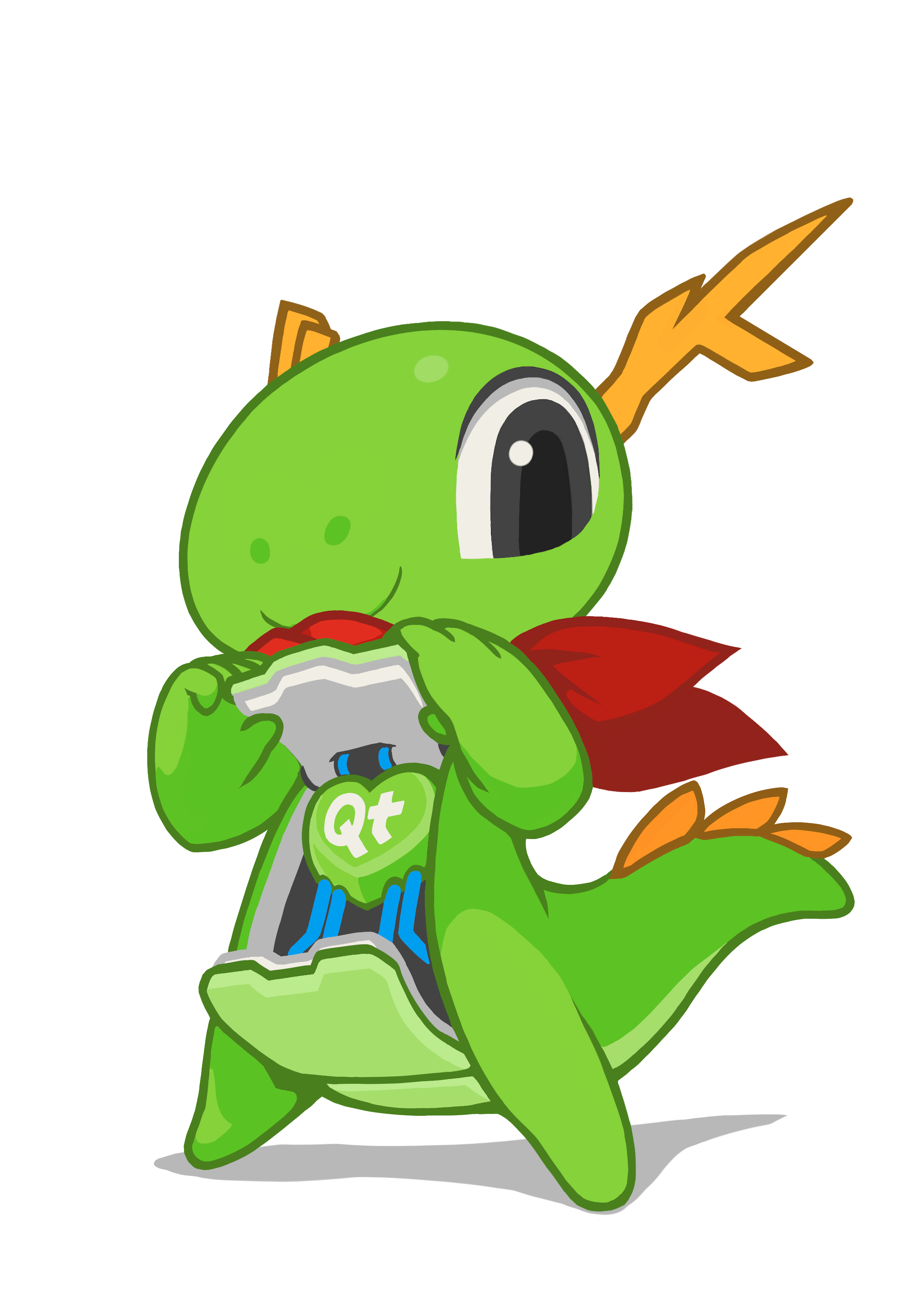
KonqiとQt。
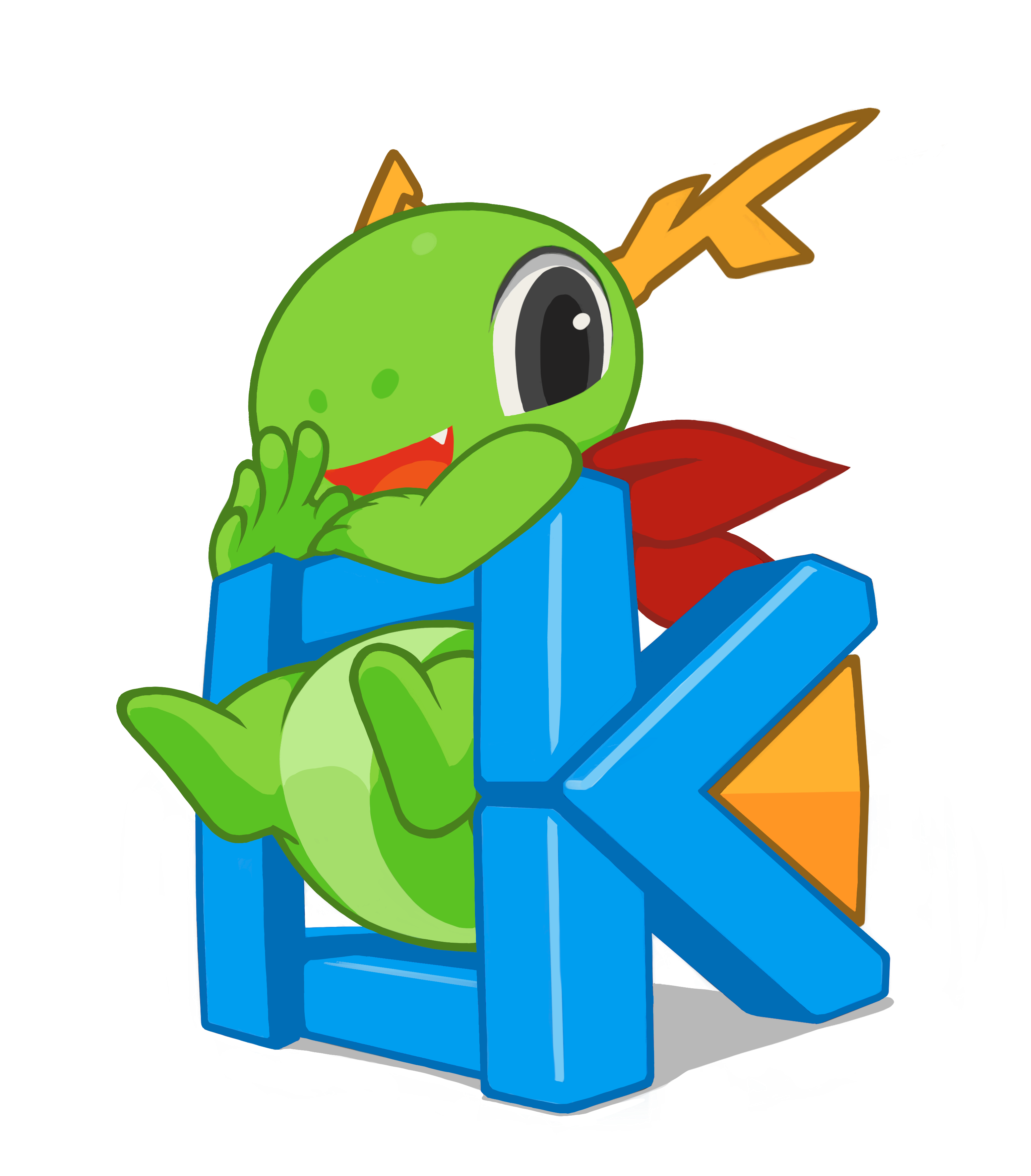
KonqiとKDE Frameworks。
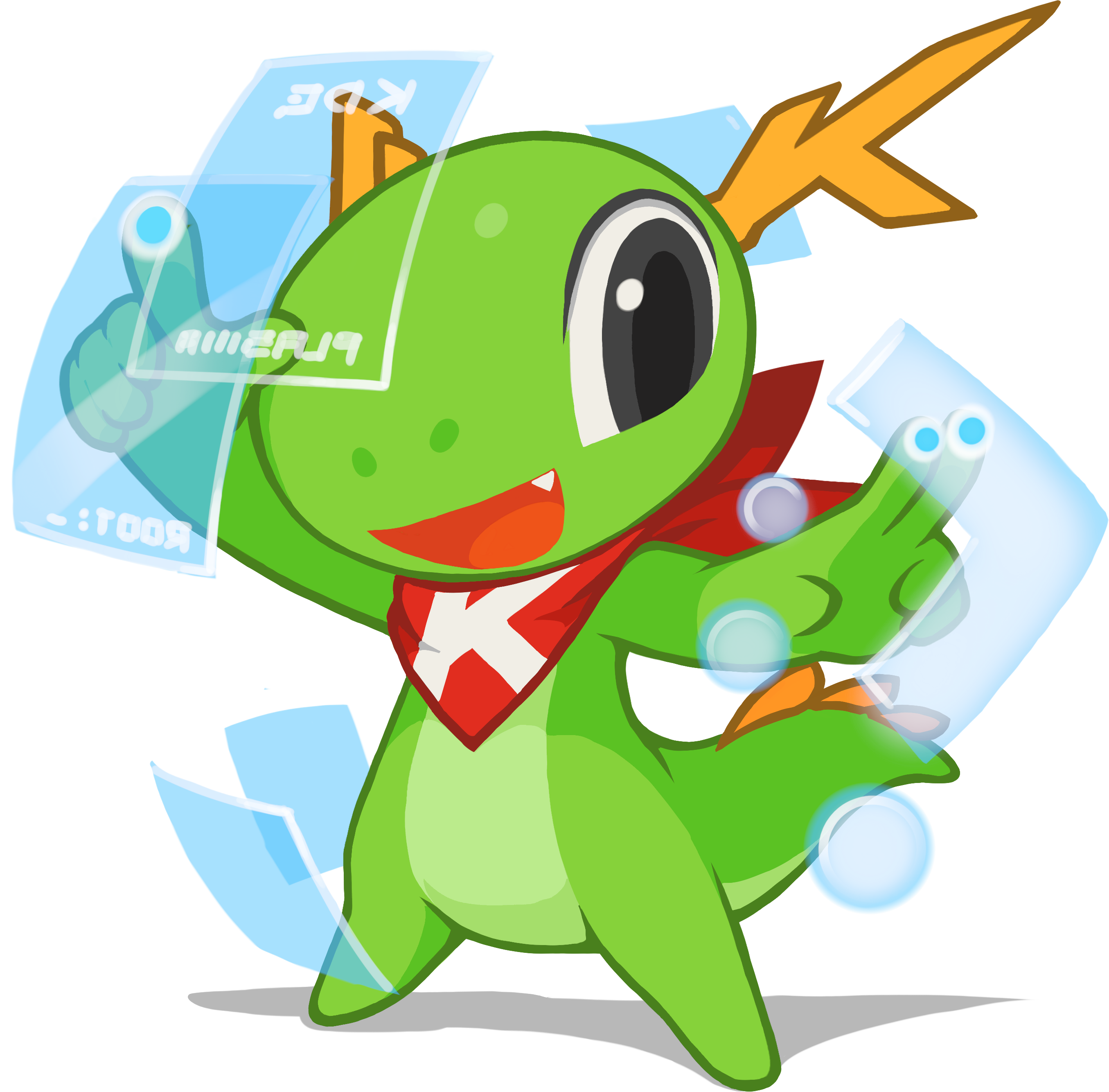
KonqiとPlasma Desktop。
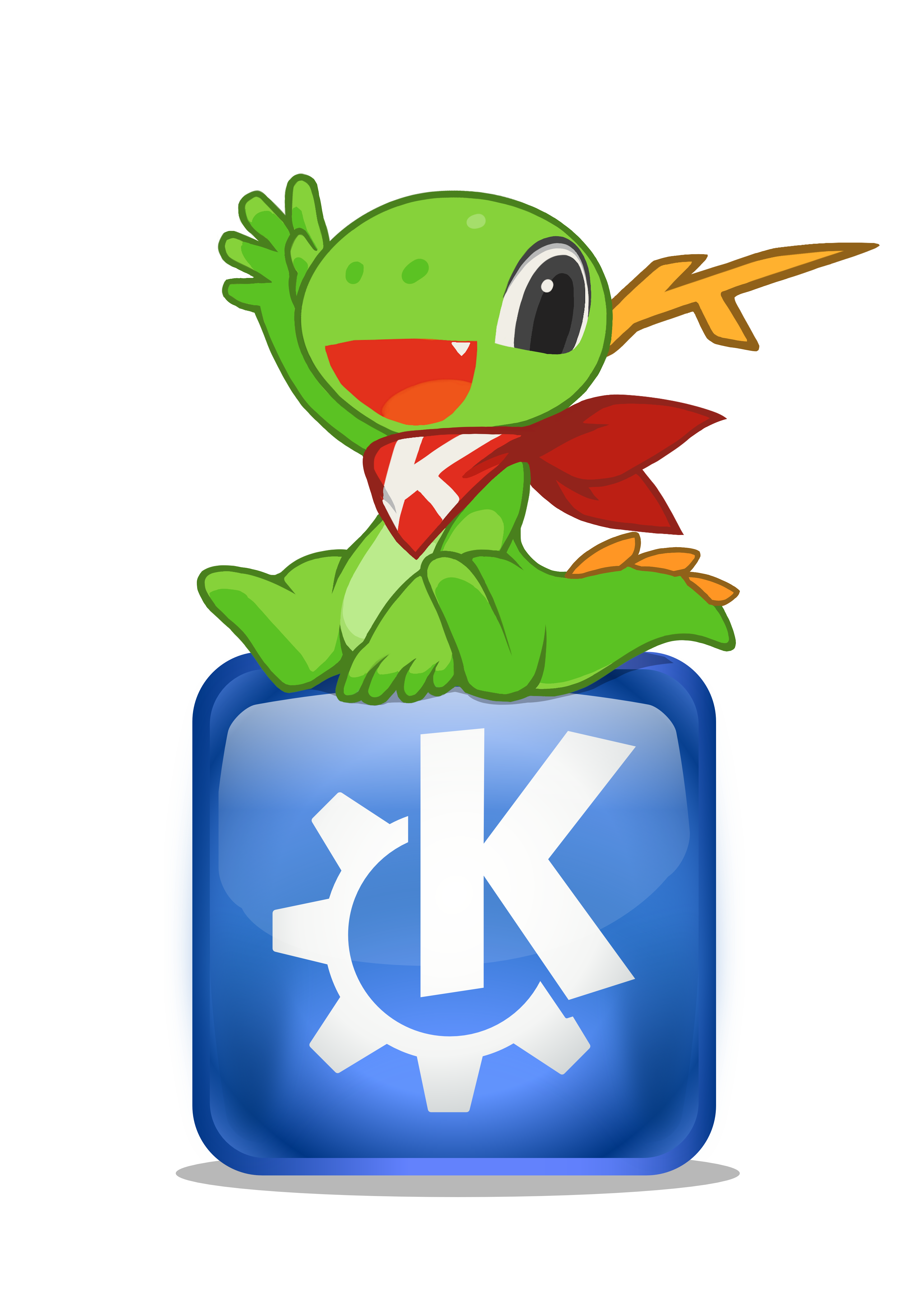
KonqiとKDE Oxygen版ロゴ。
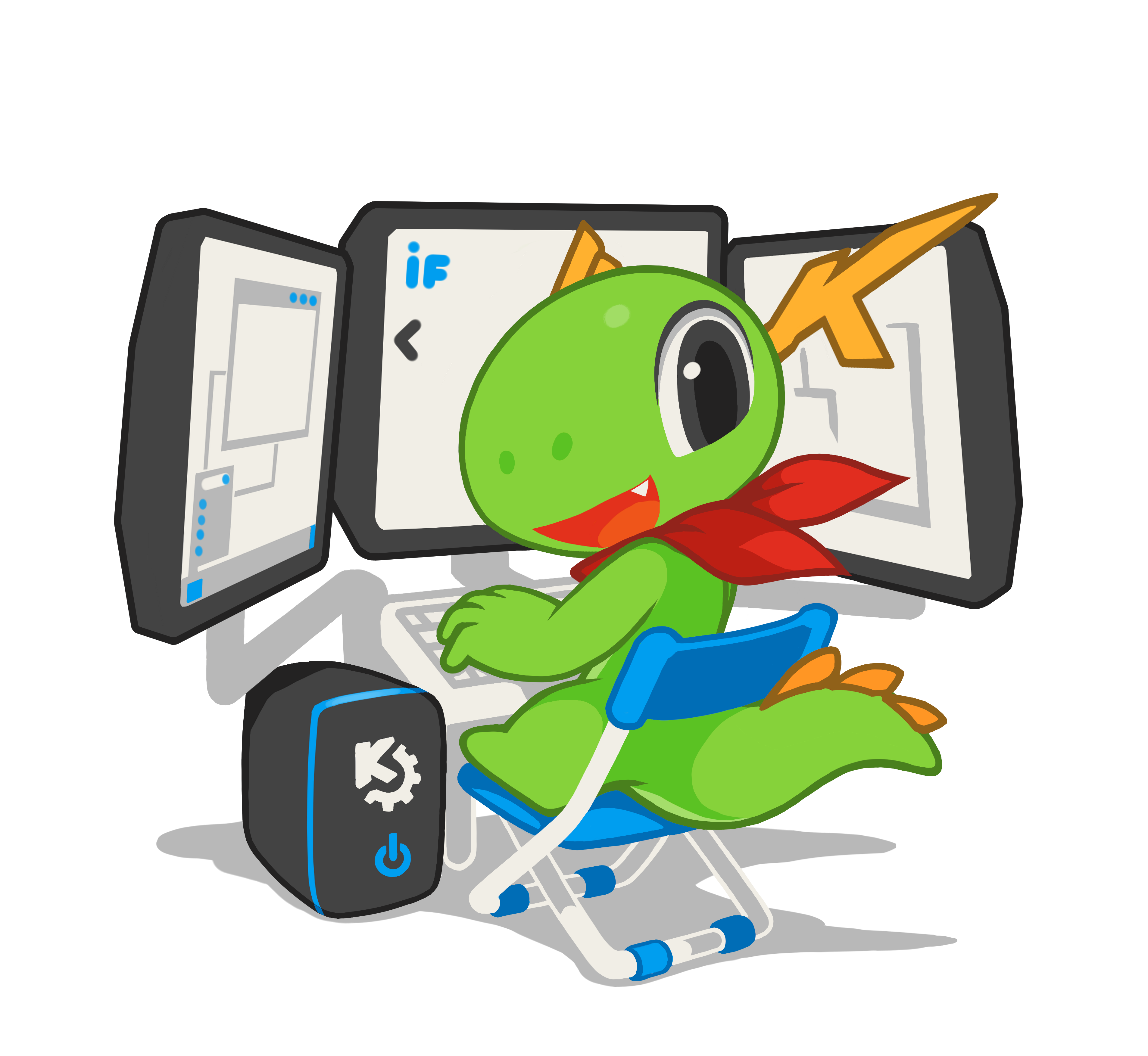
KonqiとKDE開発環境。
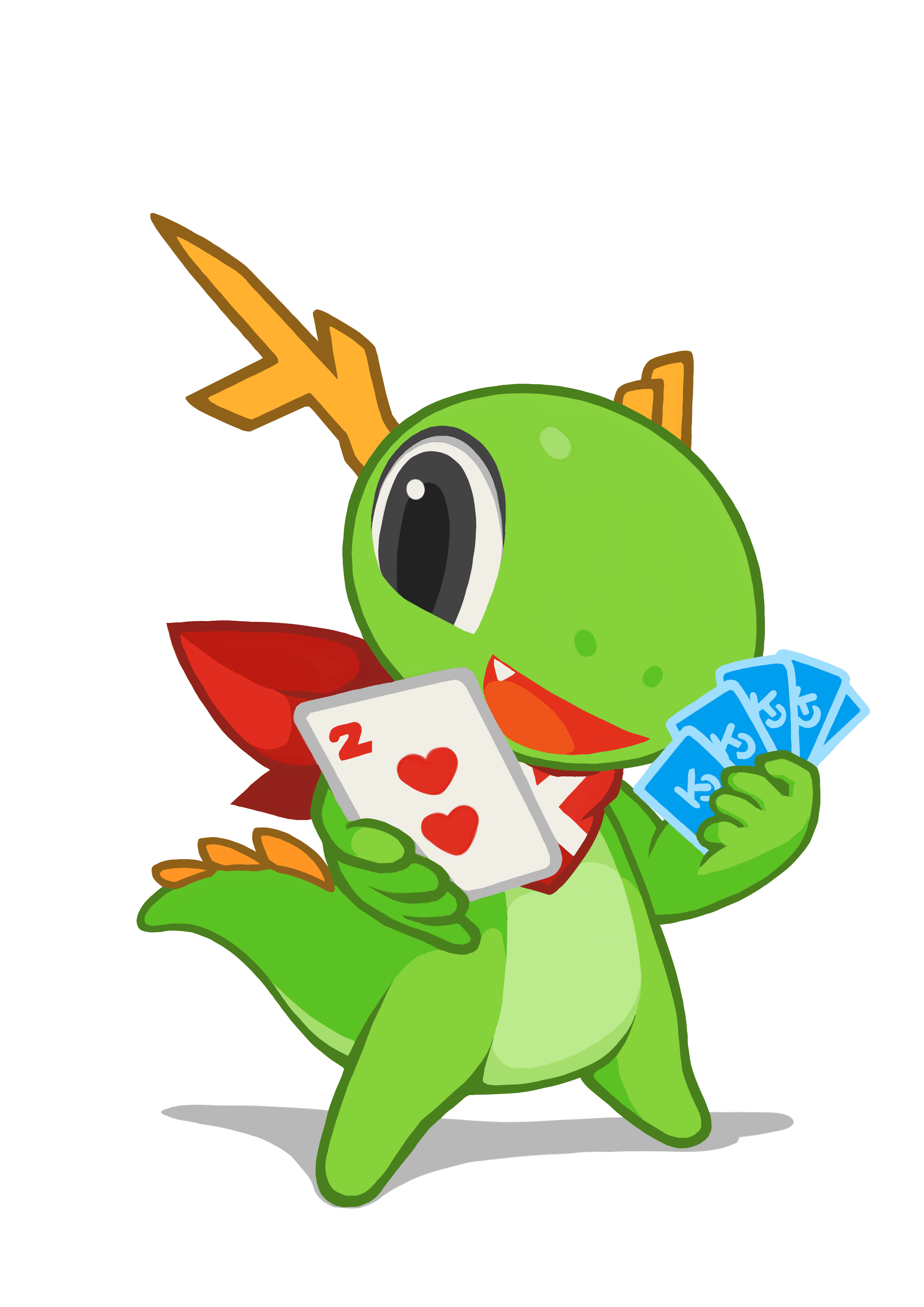
Konqiとゲーム。
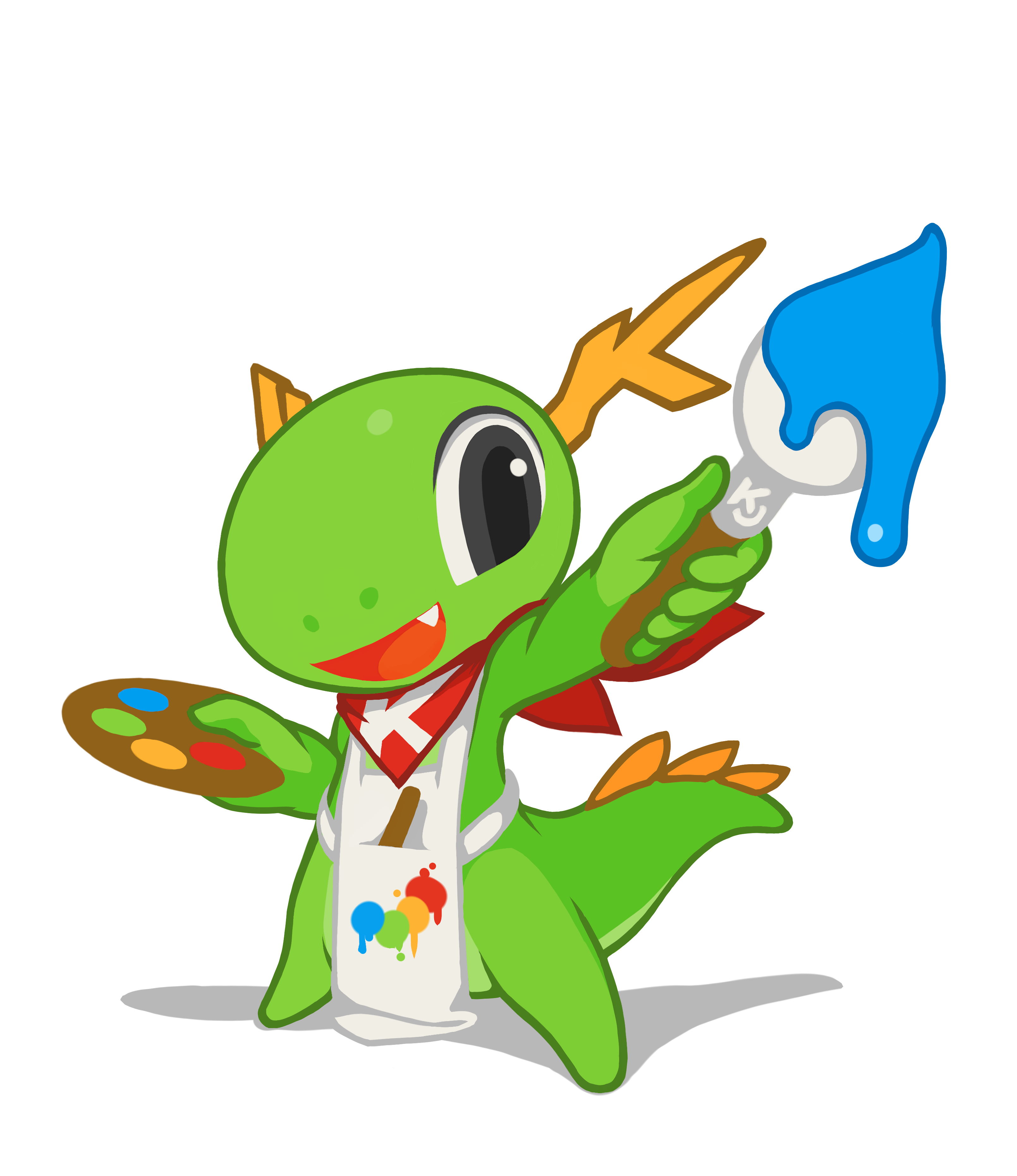
Konqiとグラフィックソフトウェア。
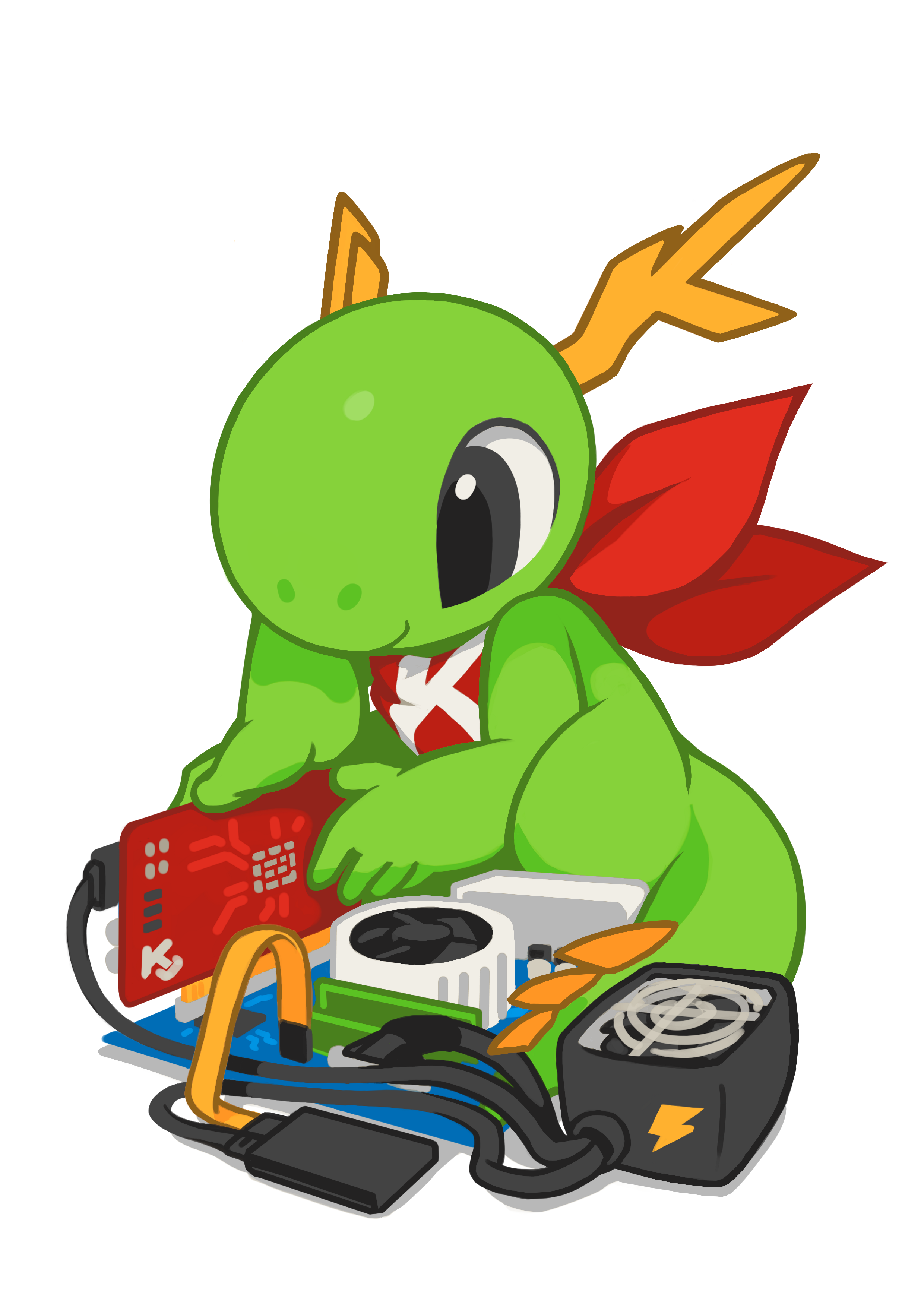
Konqiとハードウェア。
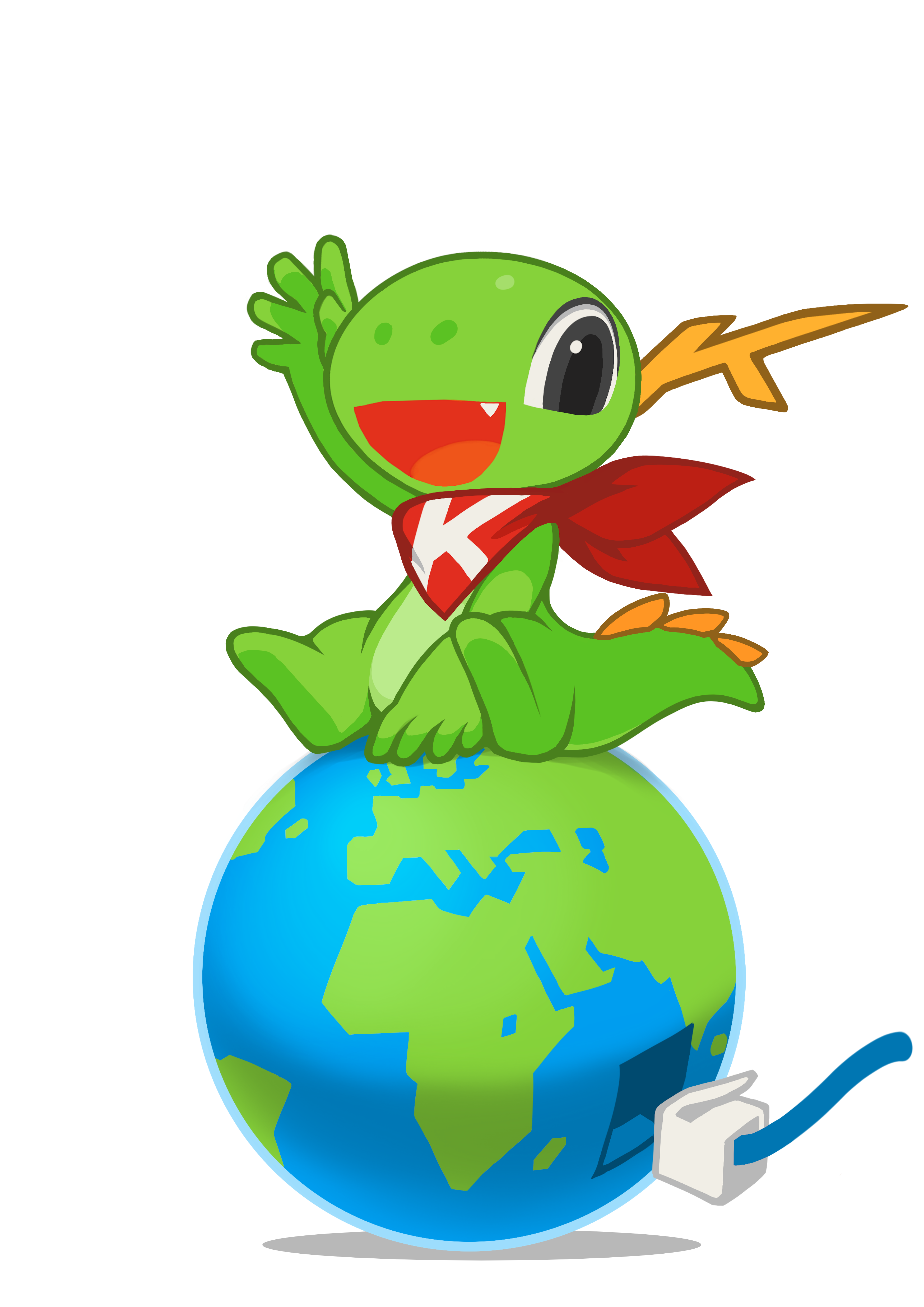
Konqiとネットワークソフトウェア。
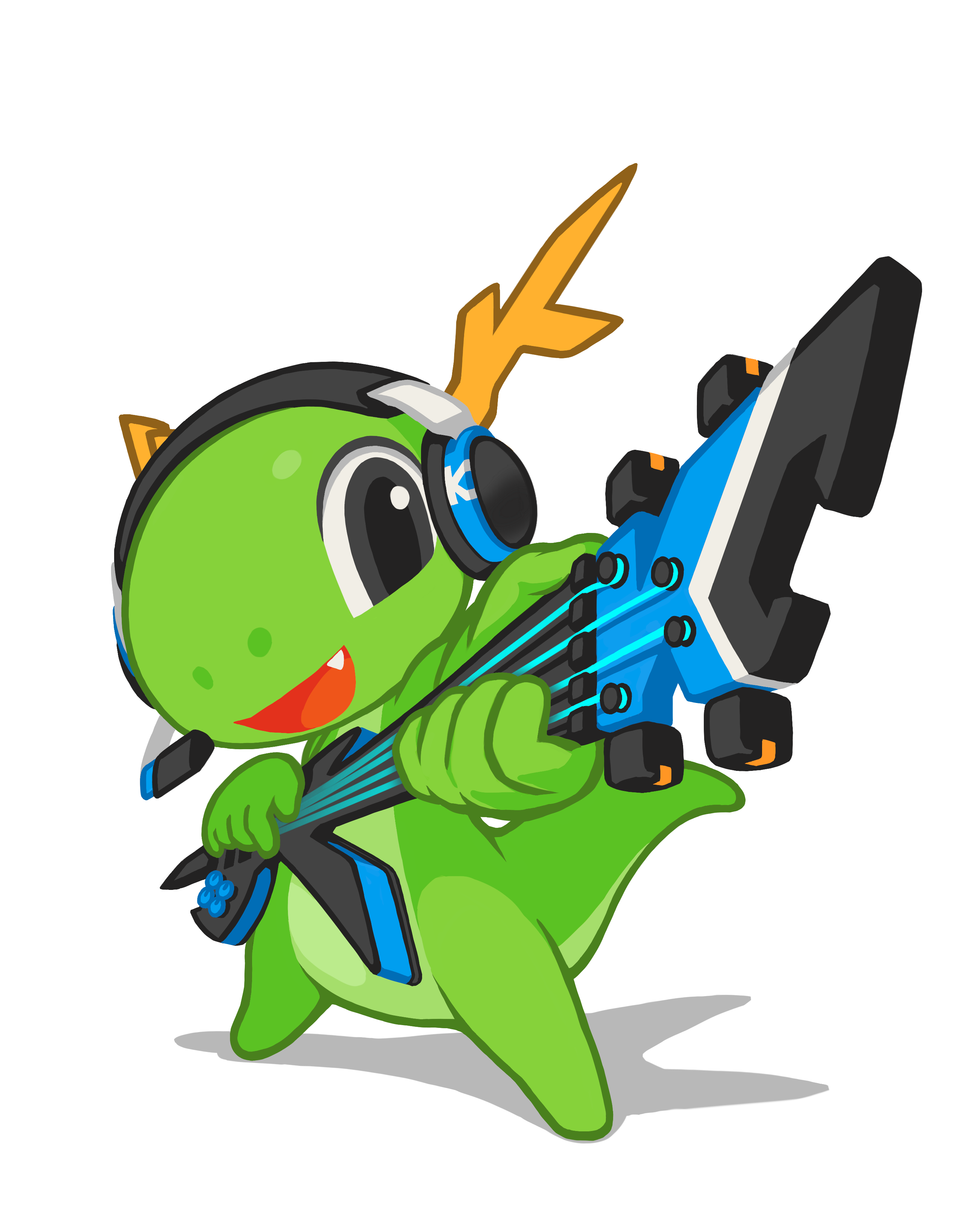
Konqiとマルチメディアソフトウェア。
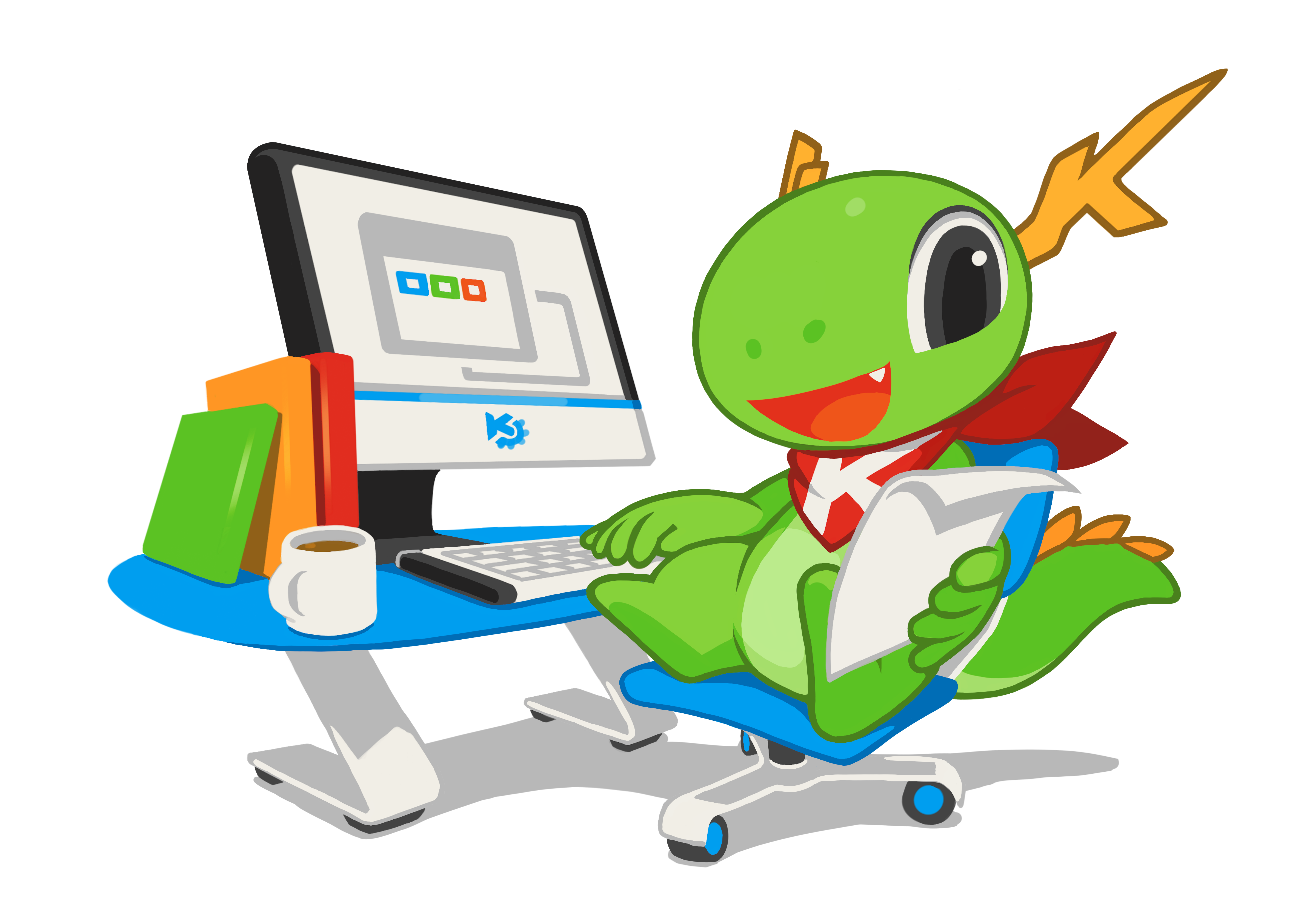
Konqiとオフィスソフトウェア。
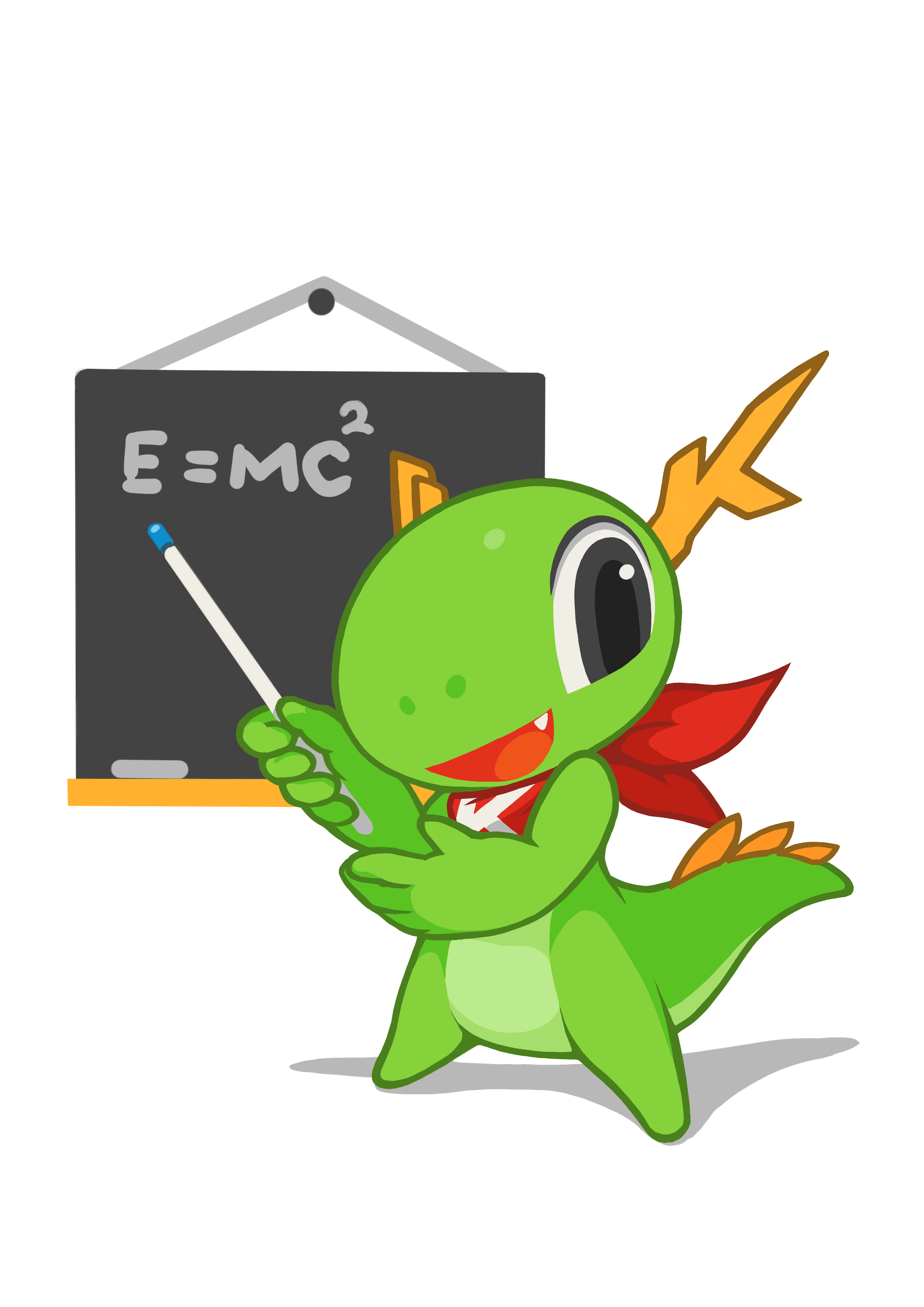
Konqiと教育ソフトウェア。
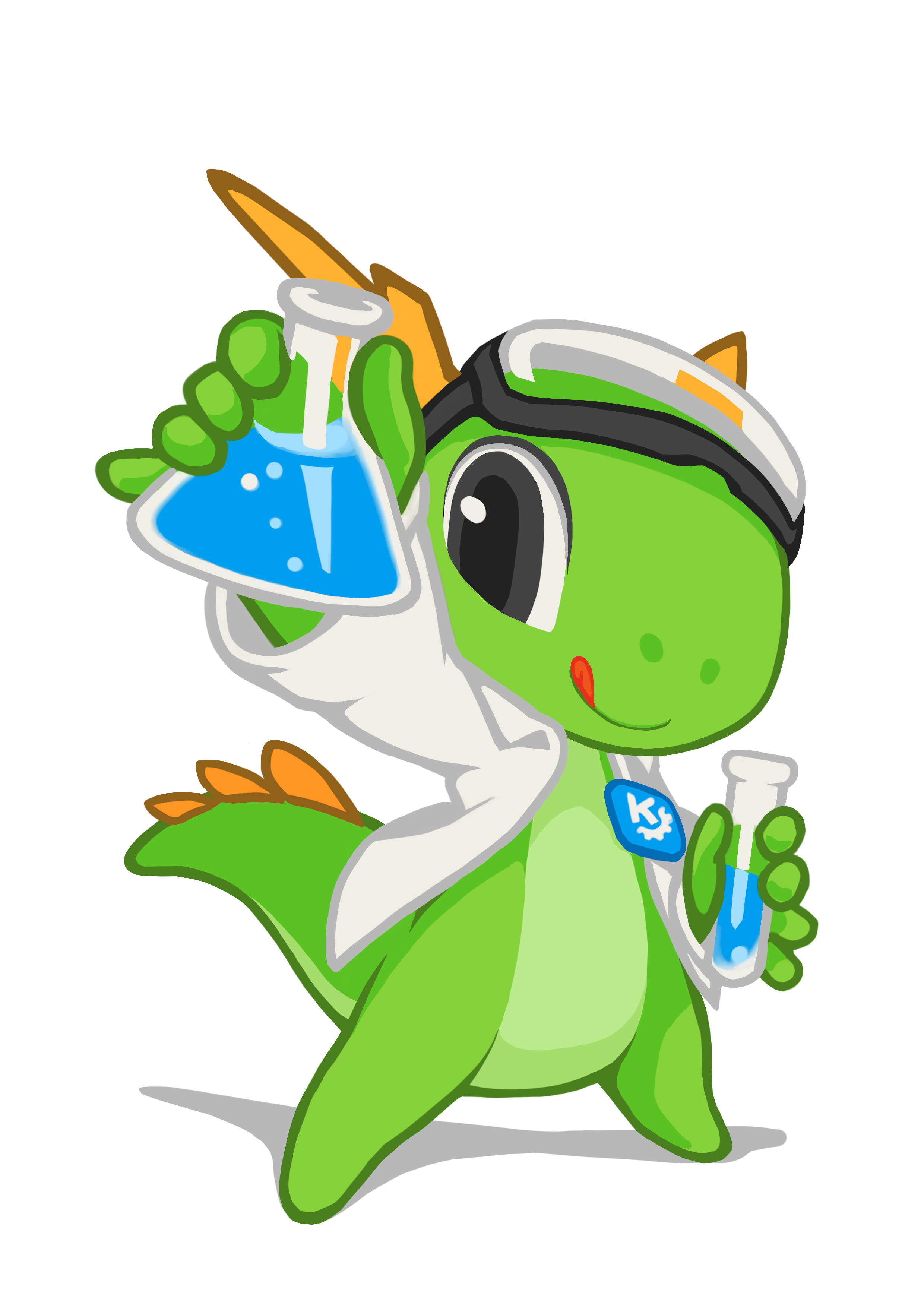
Konqiと科学や実験ソフトウェア。
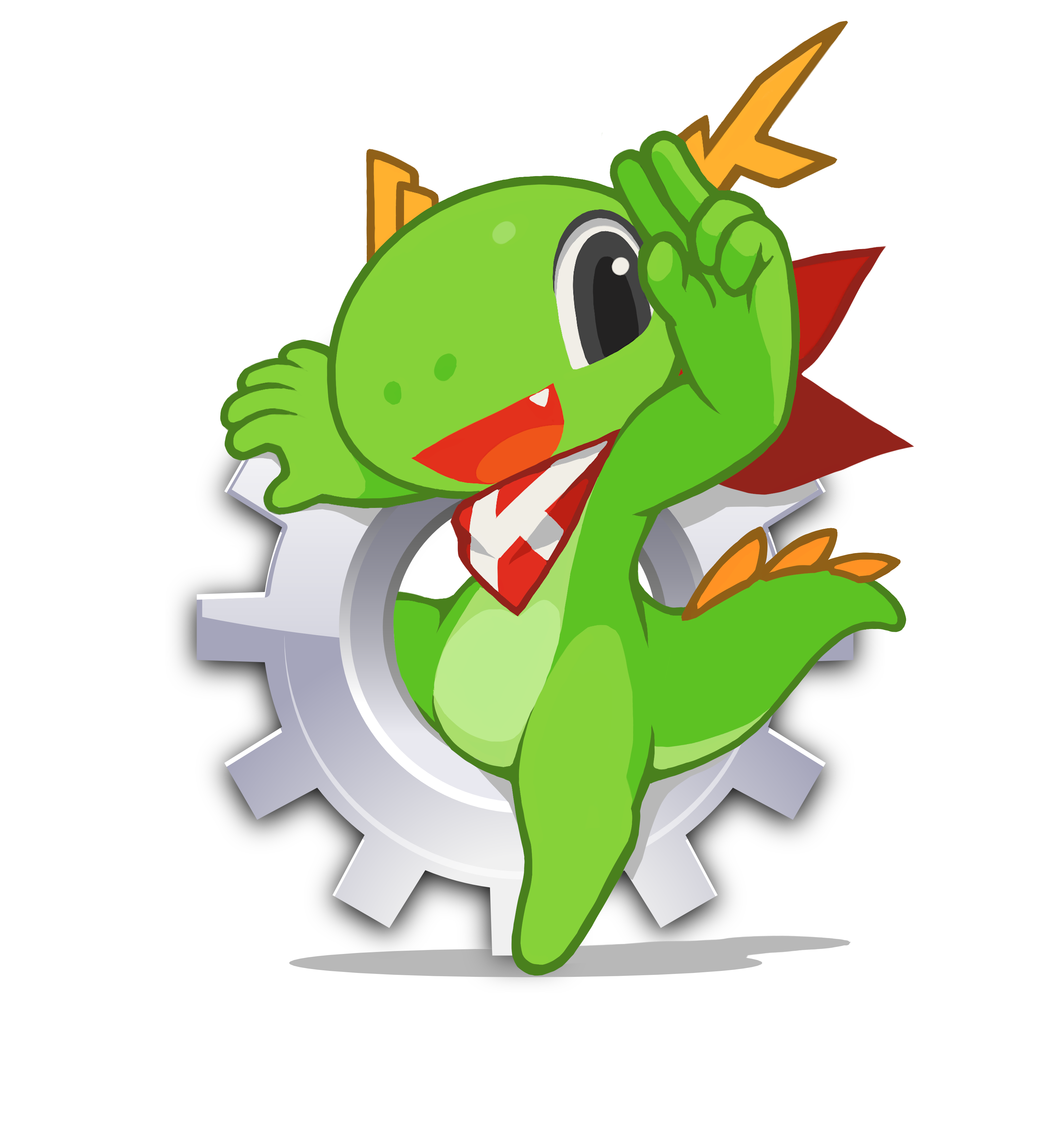
Konqiとシステムソフトウェア。
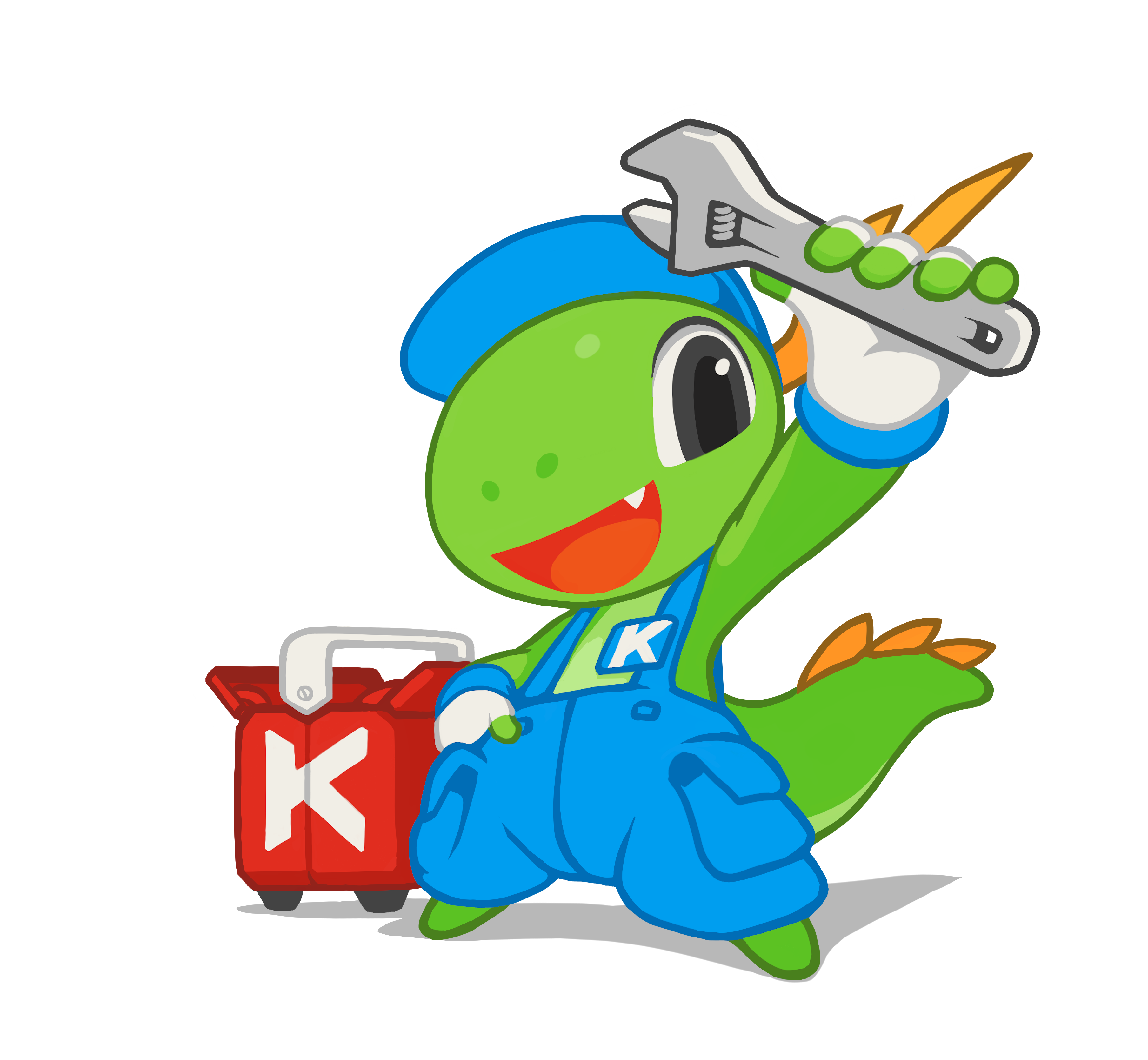
Konqiとツール。
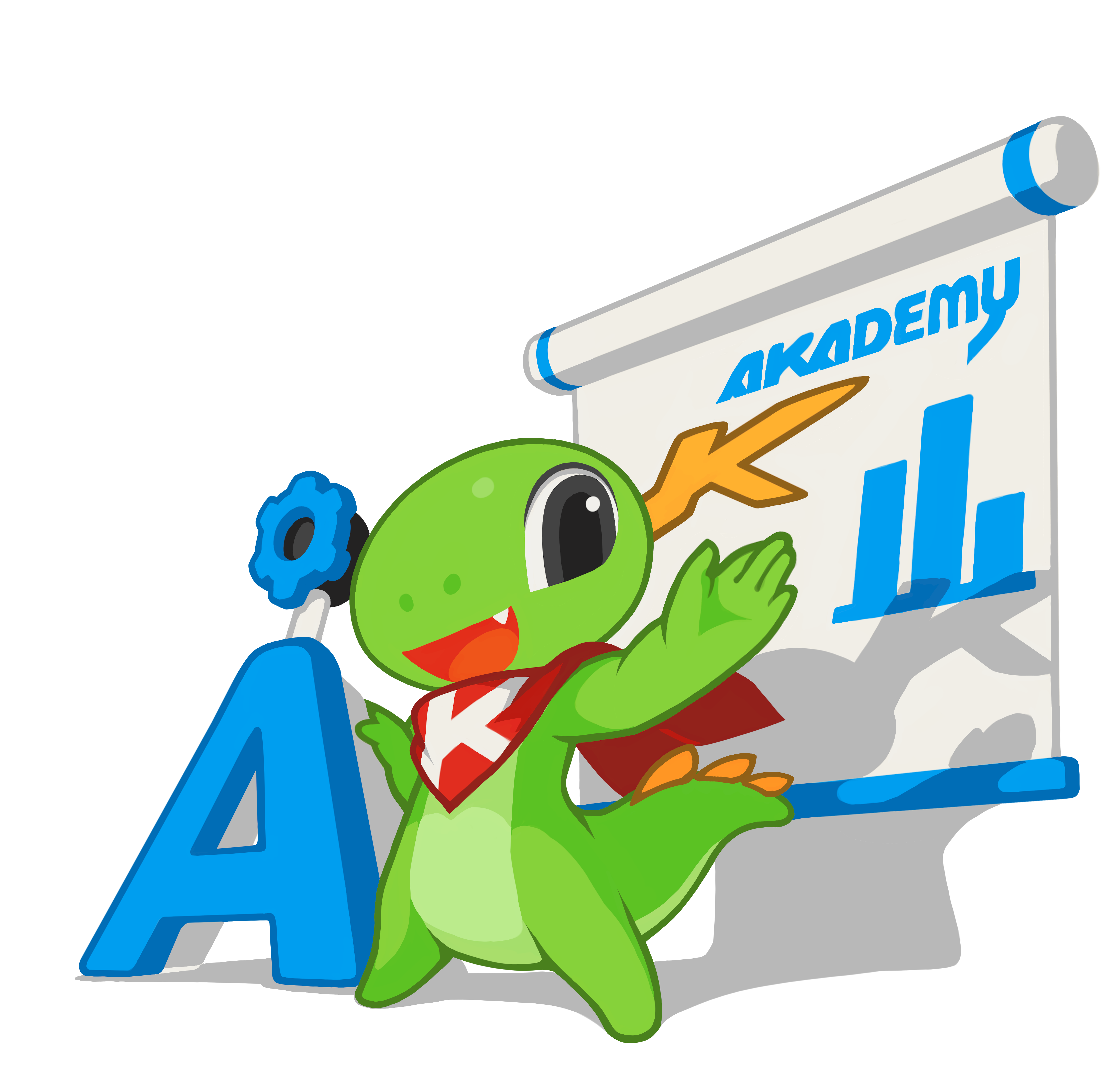
KonqiとAkademyイベント。
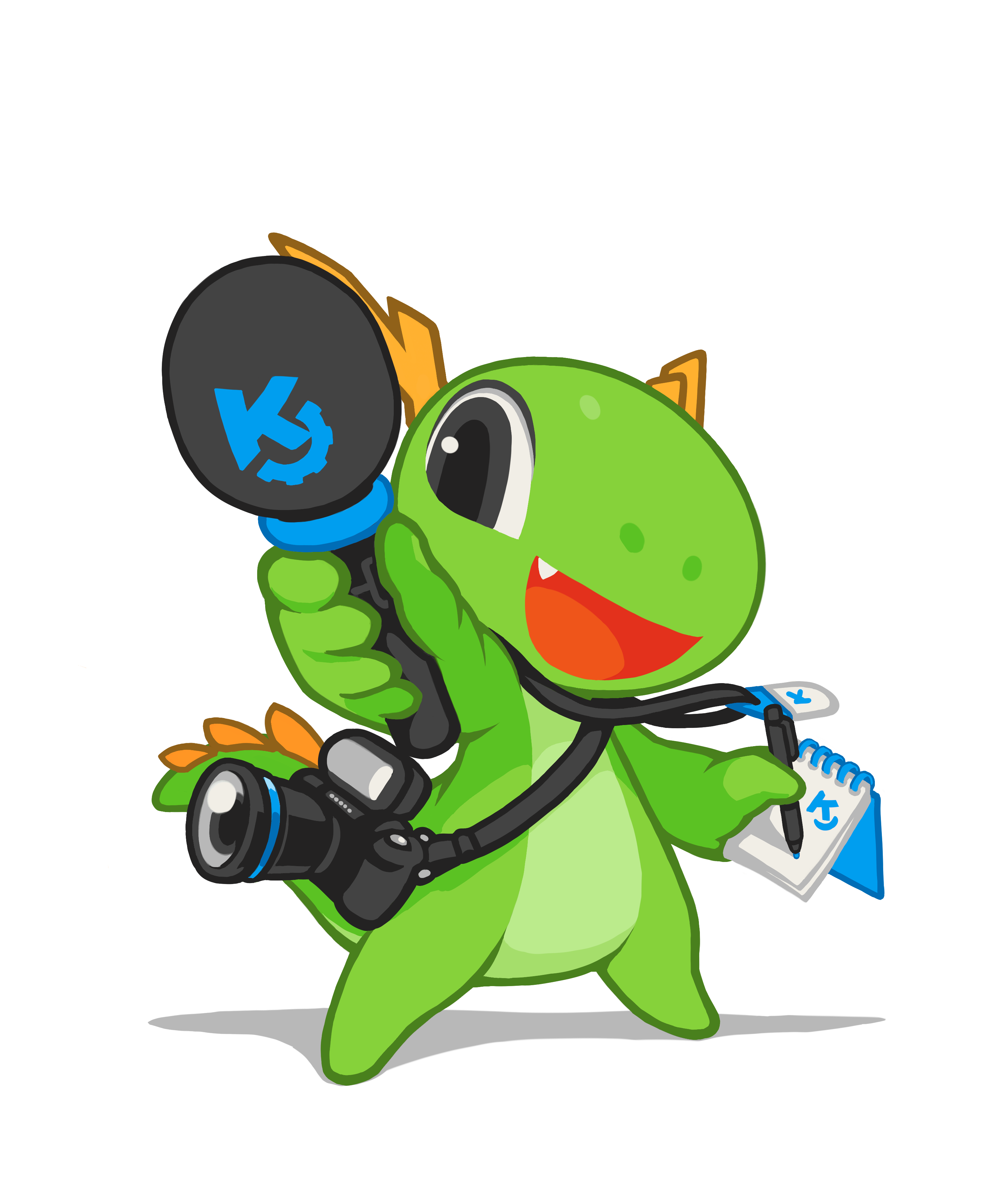
Konqiとニューズ。
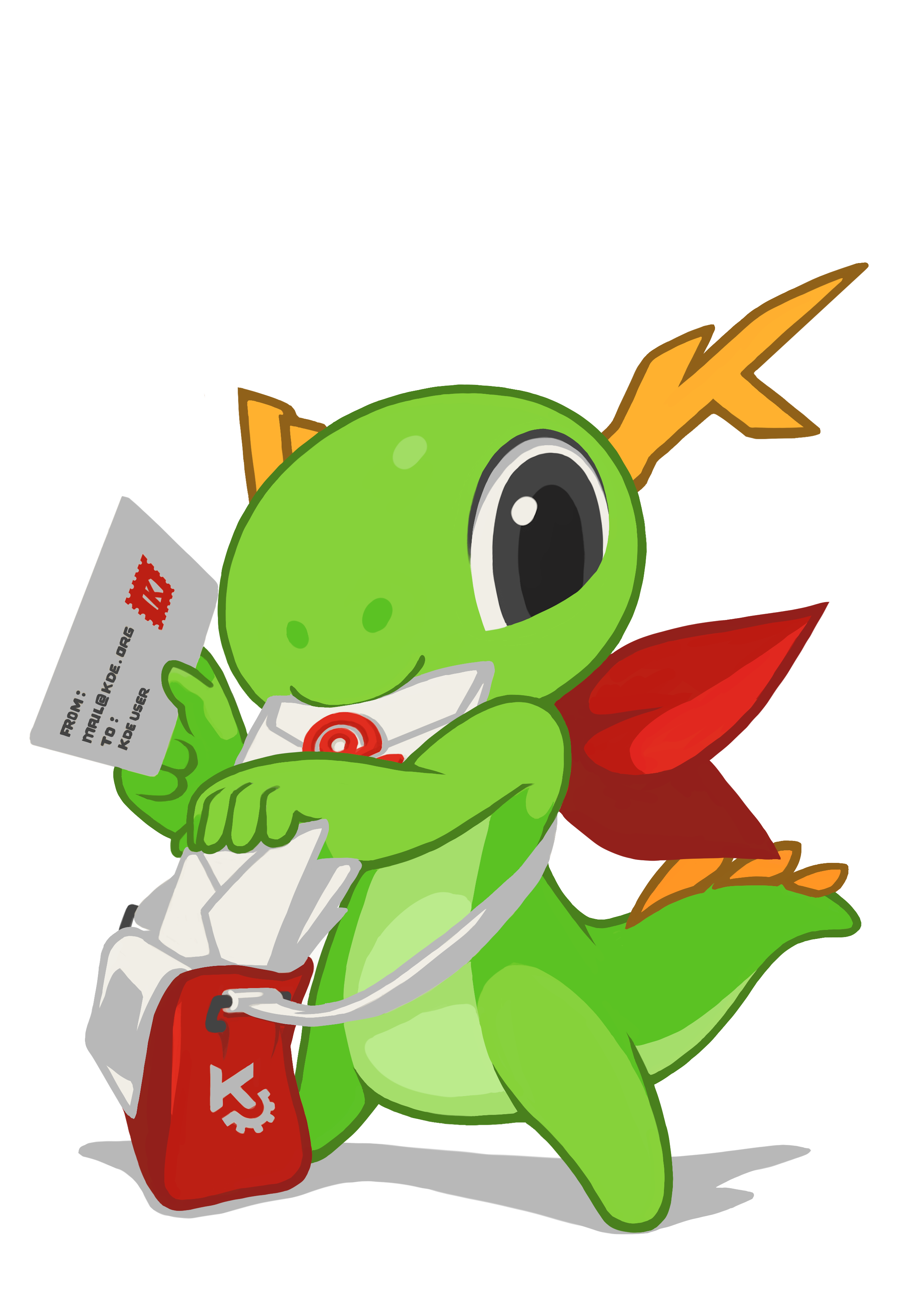
Konqiとメール。
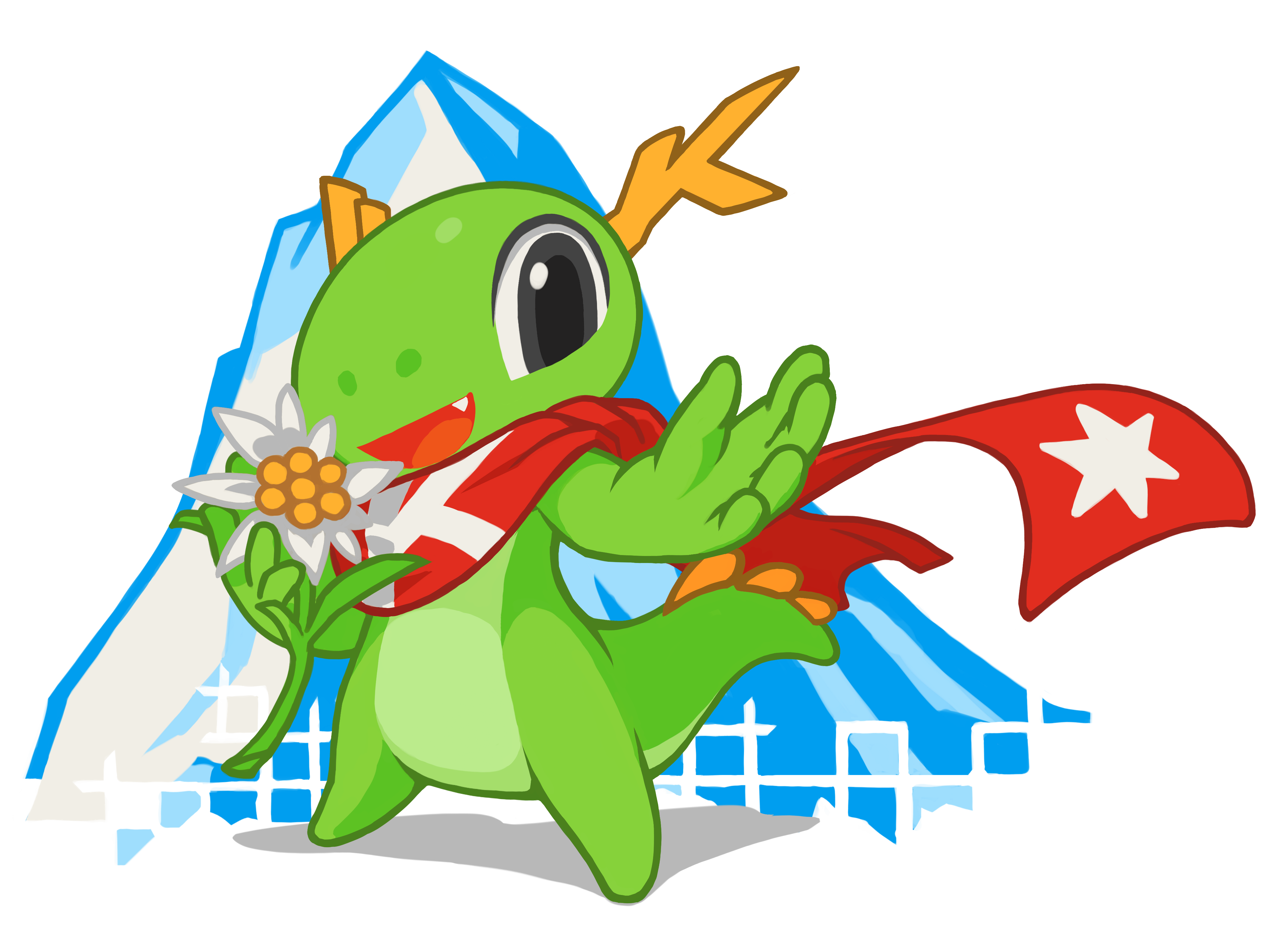
KonqiとRanda Meetingイベント。
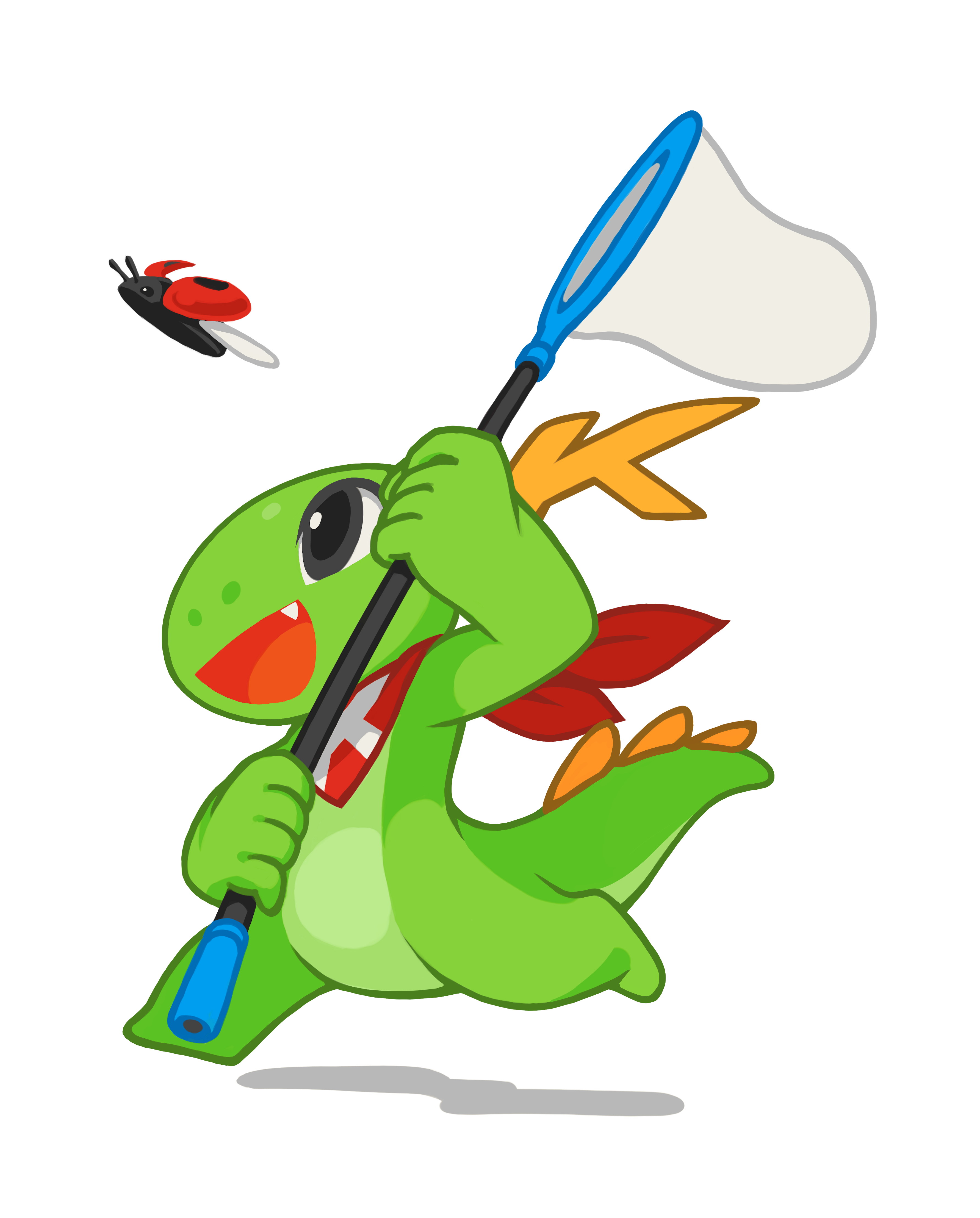
Konqiとバグ狩り。
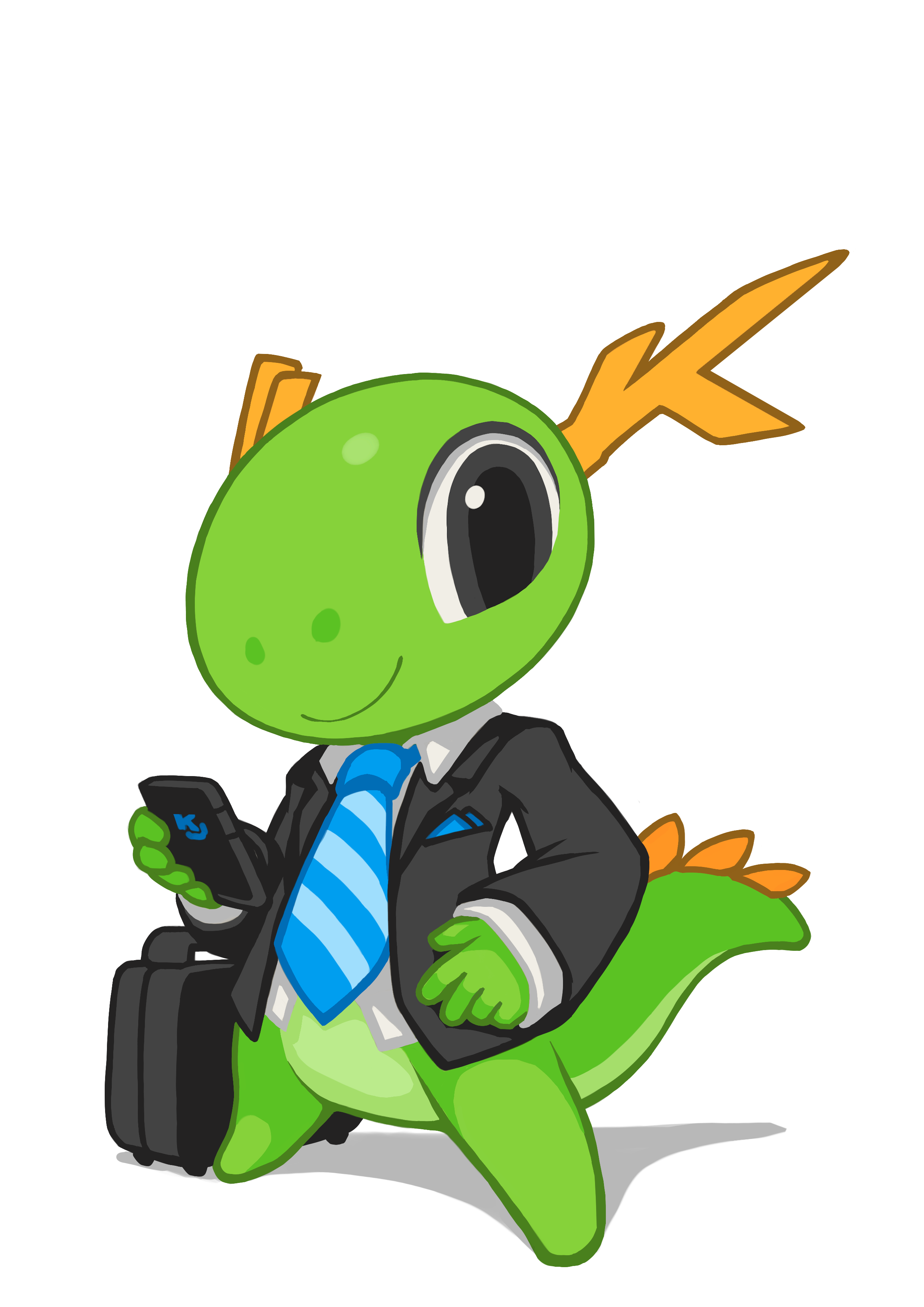
Konqiとビジネス。
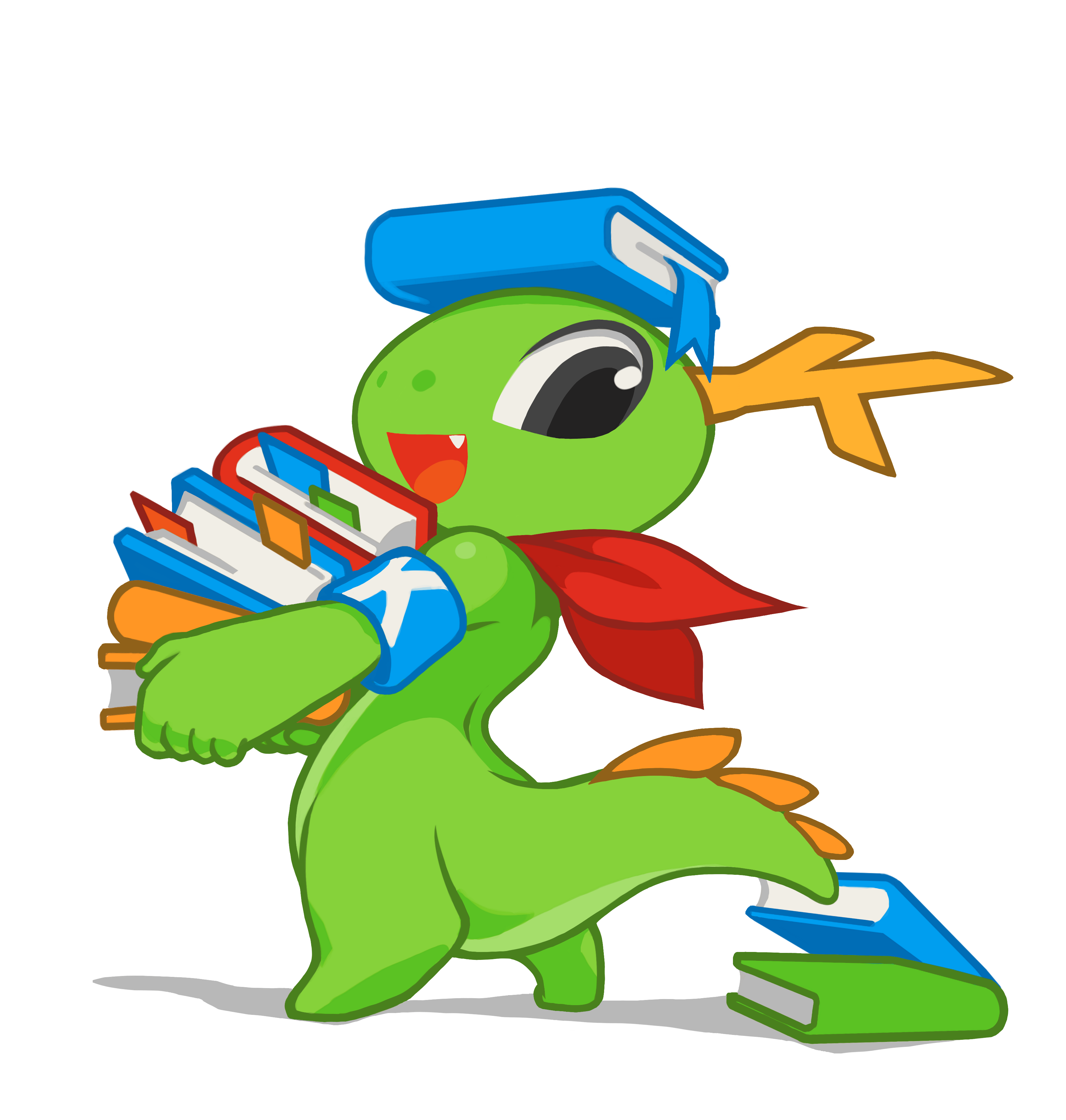
Konqiとヘルプや他のドキュメント。
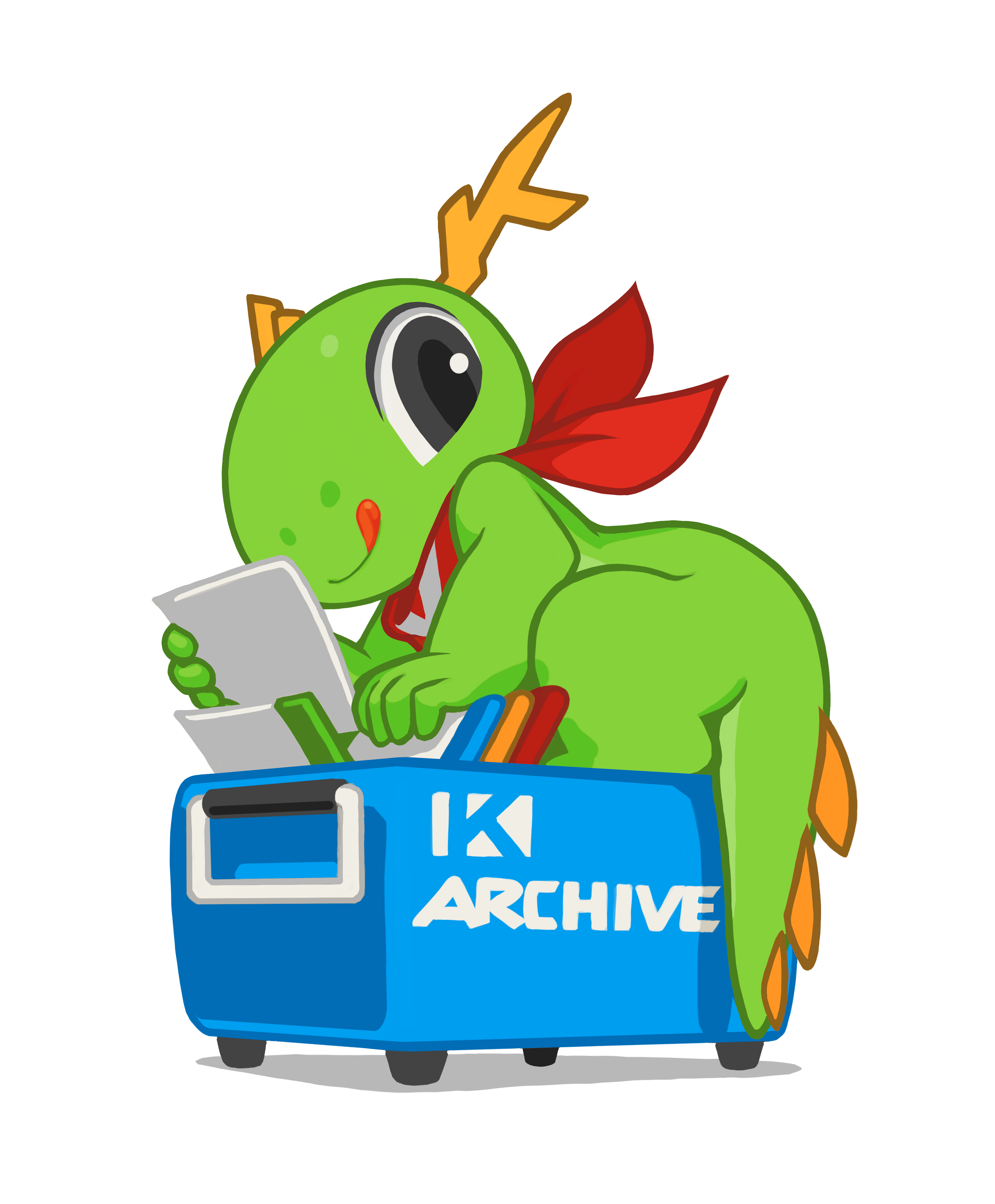
Konqiとサーチやファイル管理。
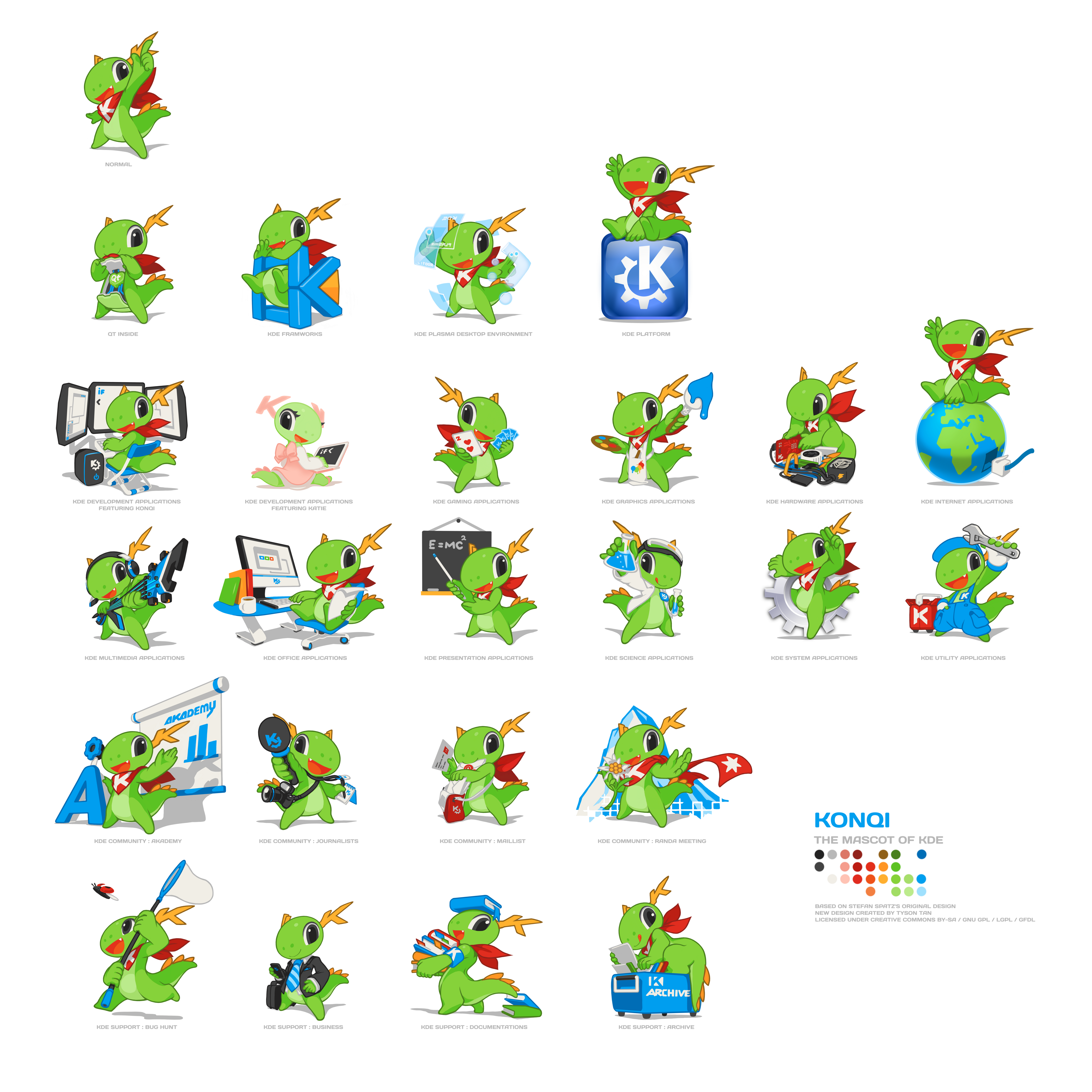
Tyson Tan版デザインまとめ。
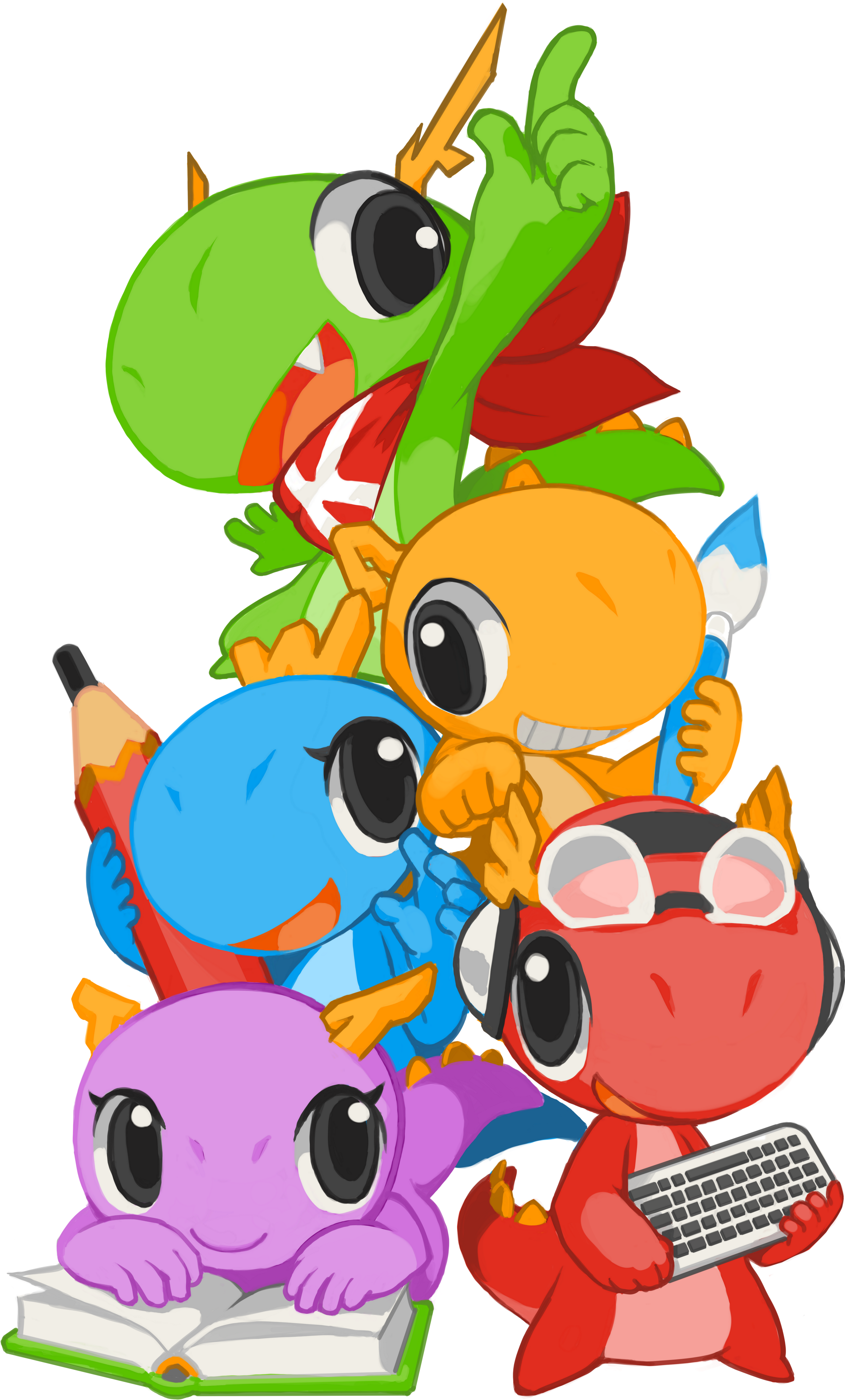
一時KDE 5.xの前期バージョンで使ったKonqiと仲間たち。
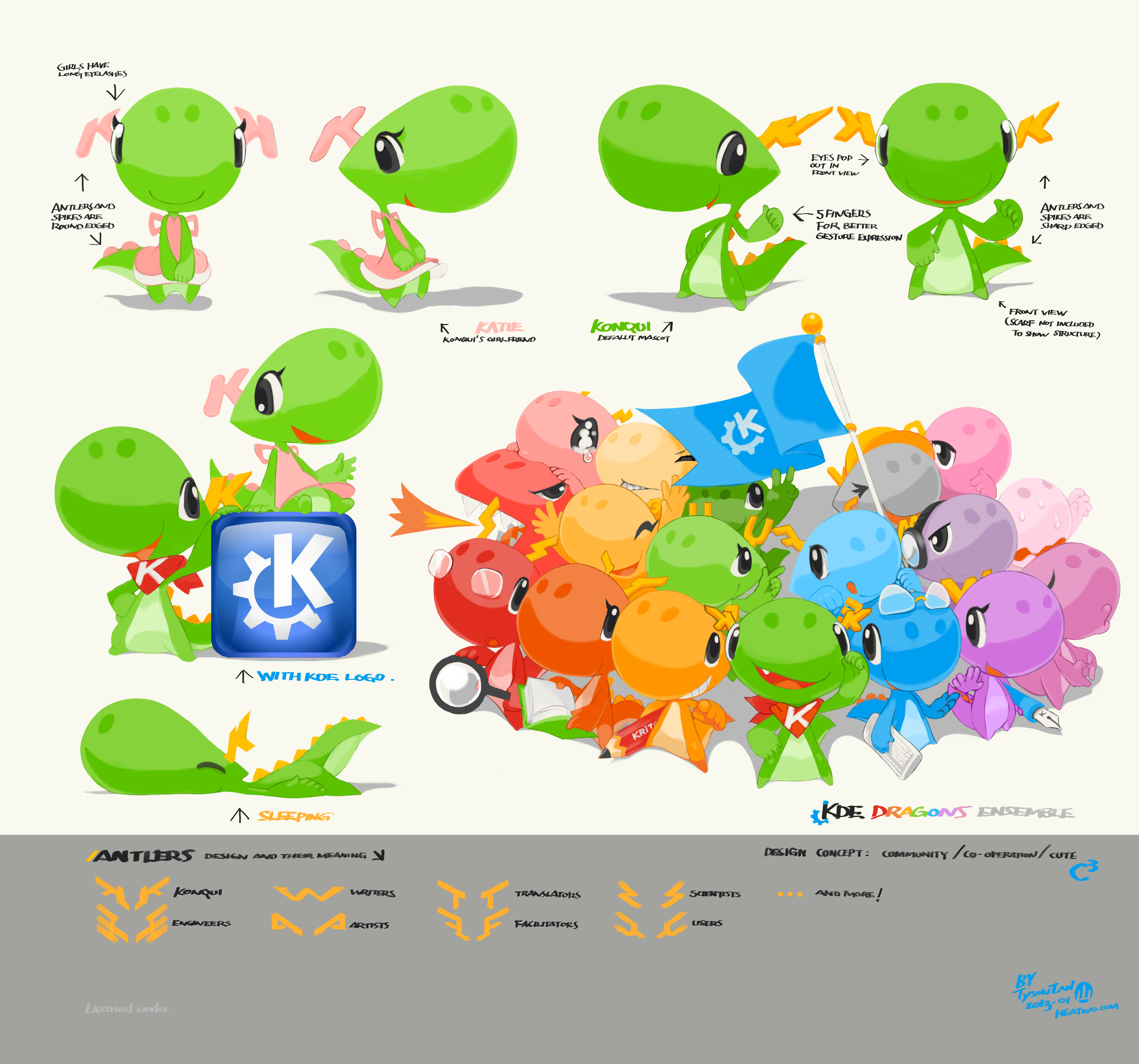
Tyson TanがKonqiの再デザインコンテストで投稿したコンセプトアート。

### Stefan Spatzによる前代デザイン

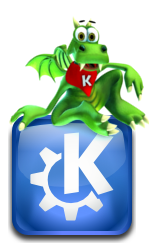
Stefan SpatzによるKonqiの前代デザイン。
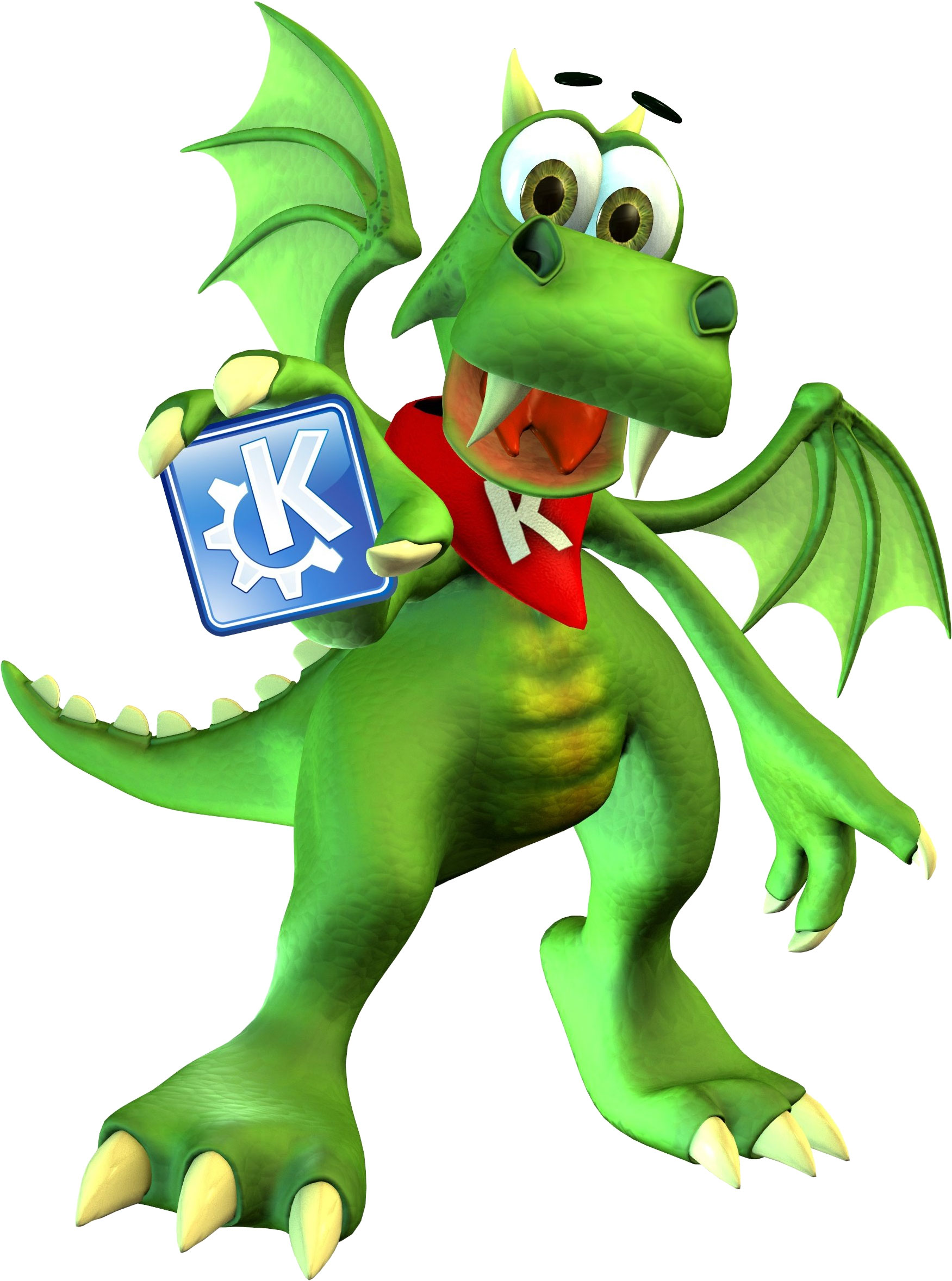
Stefan SpatzによるKonqiの前代デザイン。
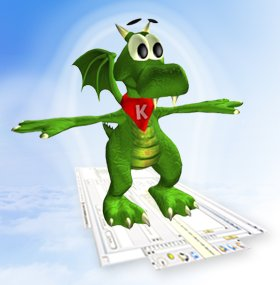
Stefan SpatzによるKonqiの前代デザイン。
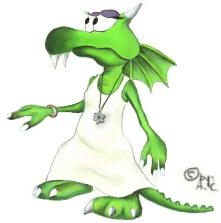
Katieの前代デザイン。

### KDEソフトウェアで登場したKonqi

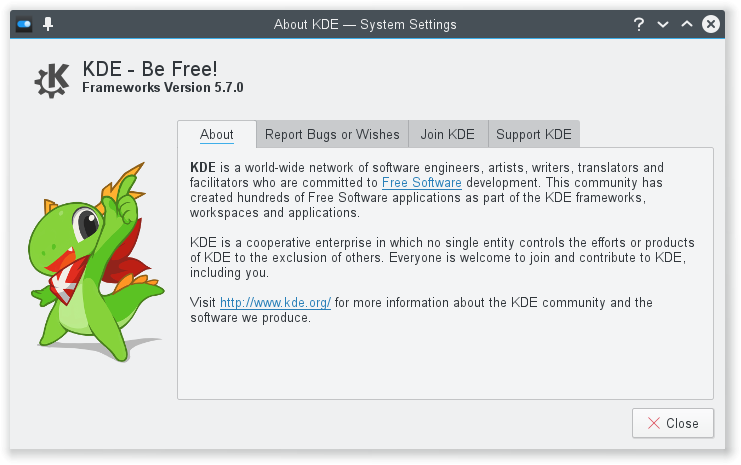
KDE 5.7頃のKonqi。
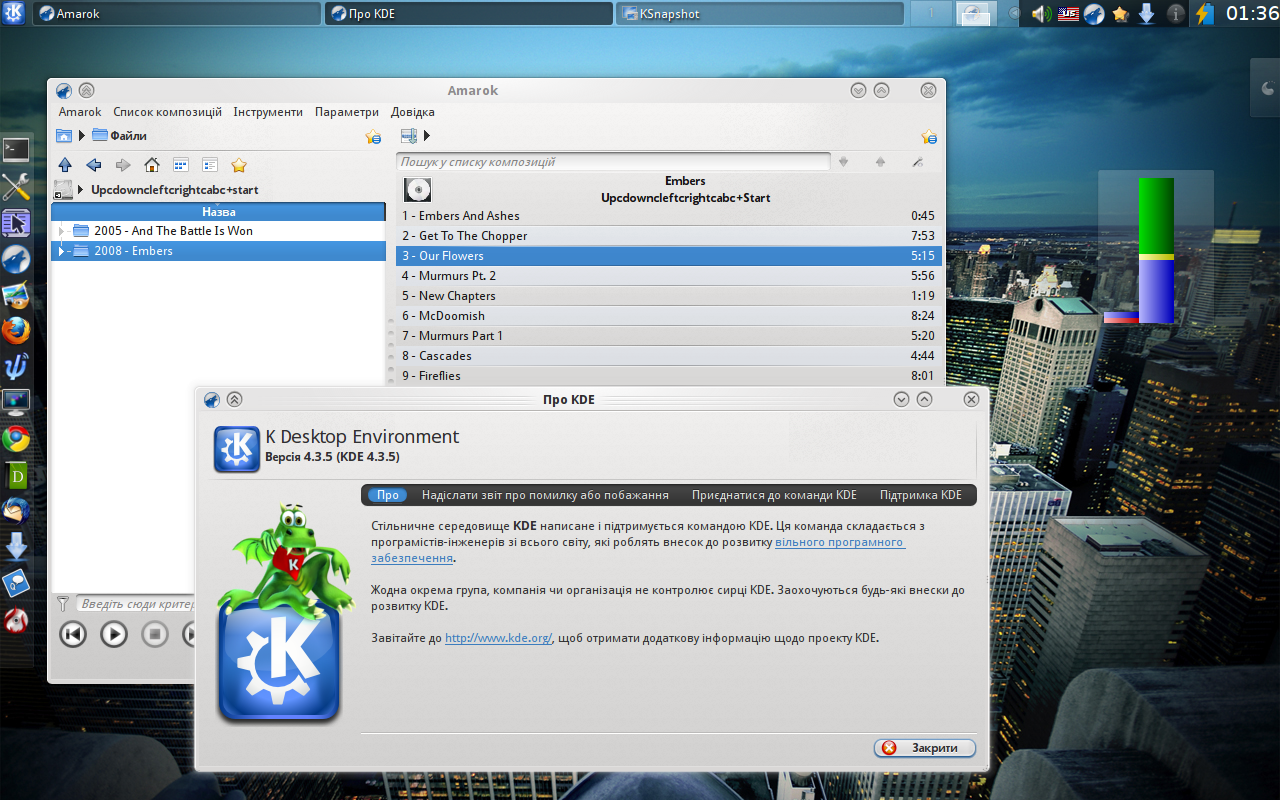
KDE 4.x頃のKonqi。
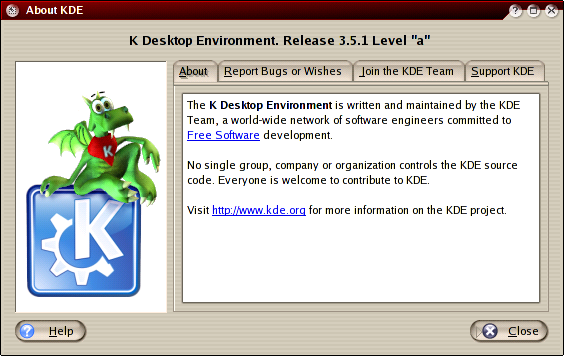
KDE 3.x頃のKonqi。
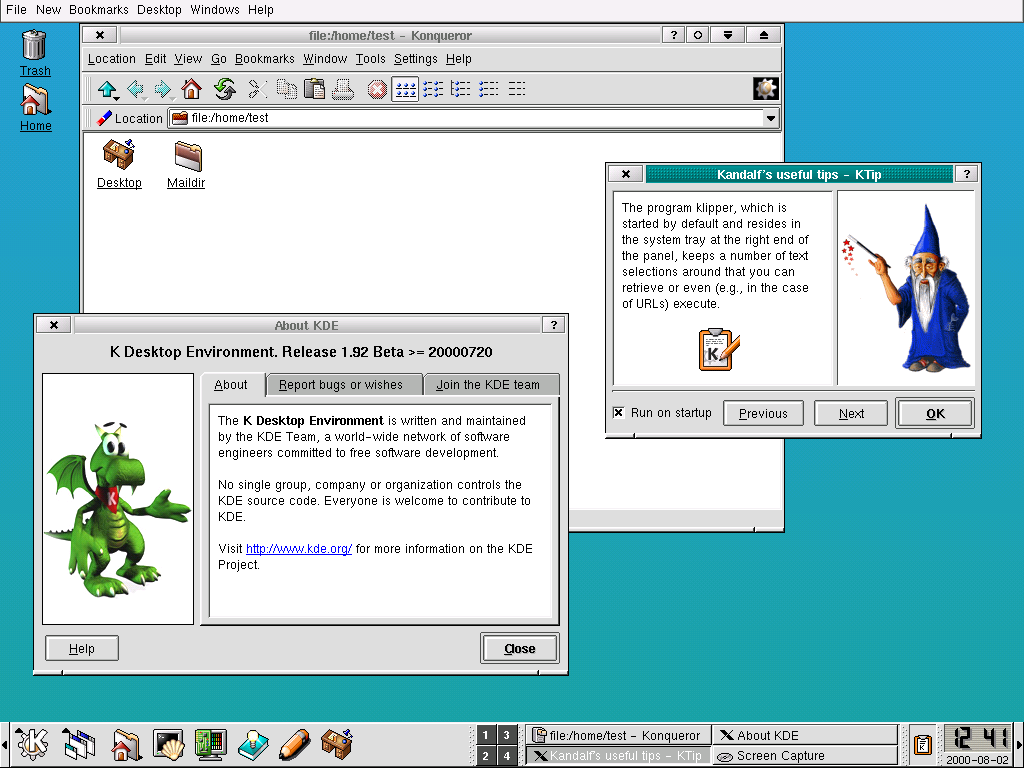
KDE 2.x時代のKonqiとKandalf。

### 実物と派生物

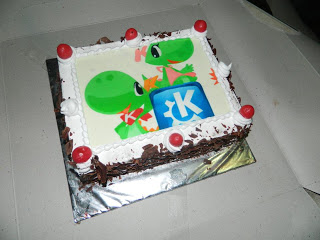
KDE Meetup 2013 Indiaのために用意したケーキ。
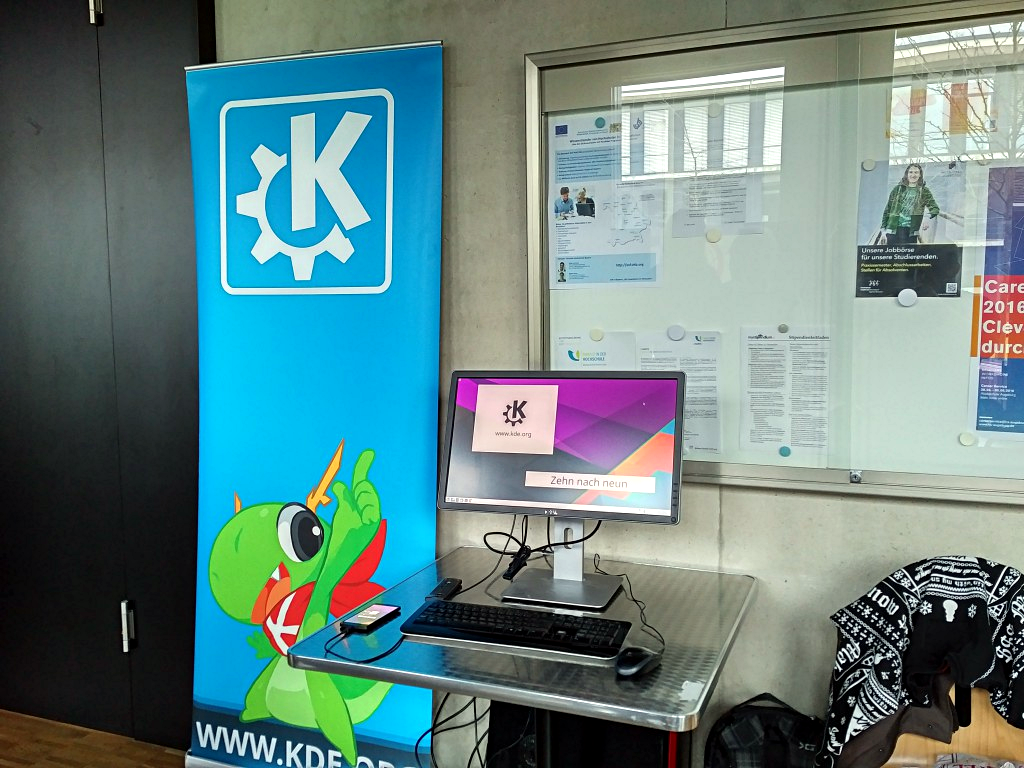
ドイツのAugsburger市Linux-Infotag 2016で使用したKonqiのポスター。
la Fábrica de Miritich会社が製作したKonqi人形。
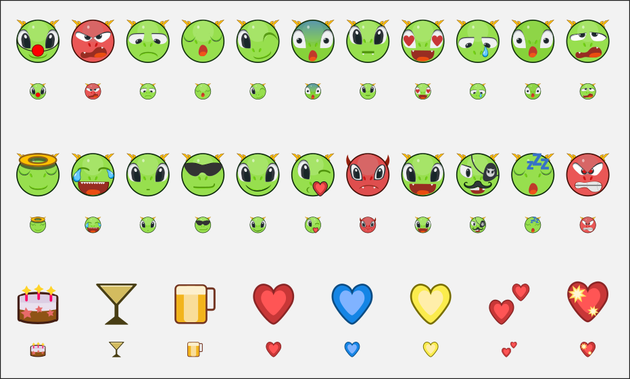
Andrea Del Sartoが作ったKonqi emoticonまとめ。
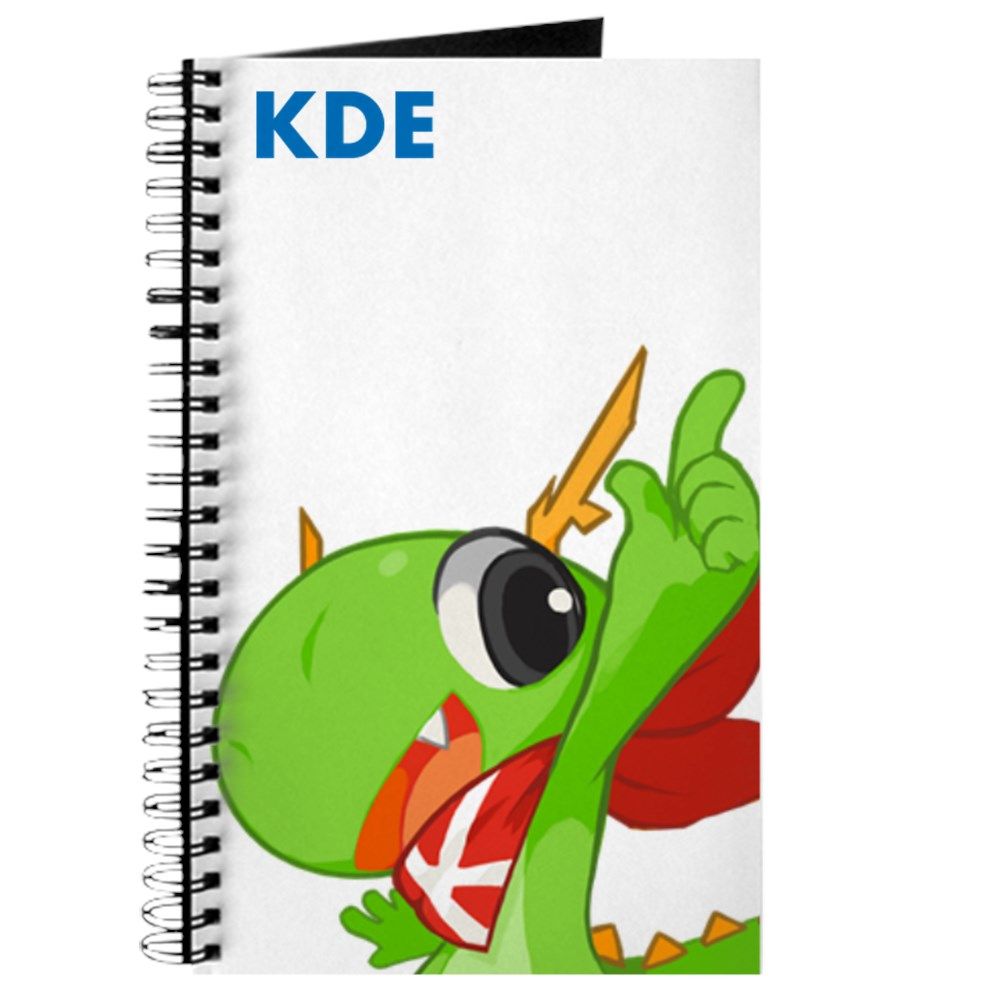
Konqiノート。
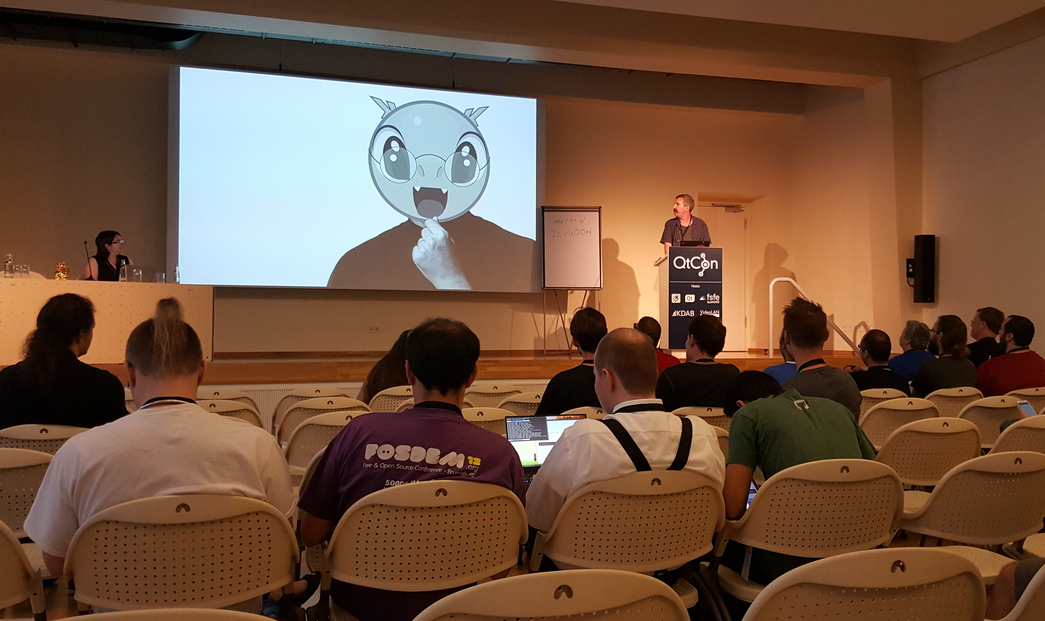
QtCon 2016 BerlinでKDEビジュアルデザイングループのリーダーであるJens ReuterbergがKonqiのemoticonをSteve Jobsの写真に載せてプレゼンをした。
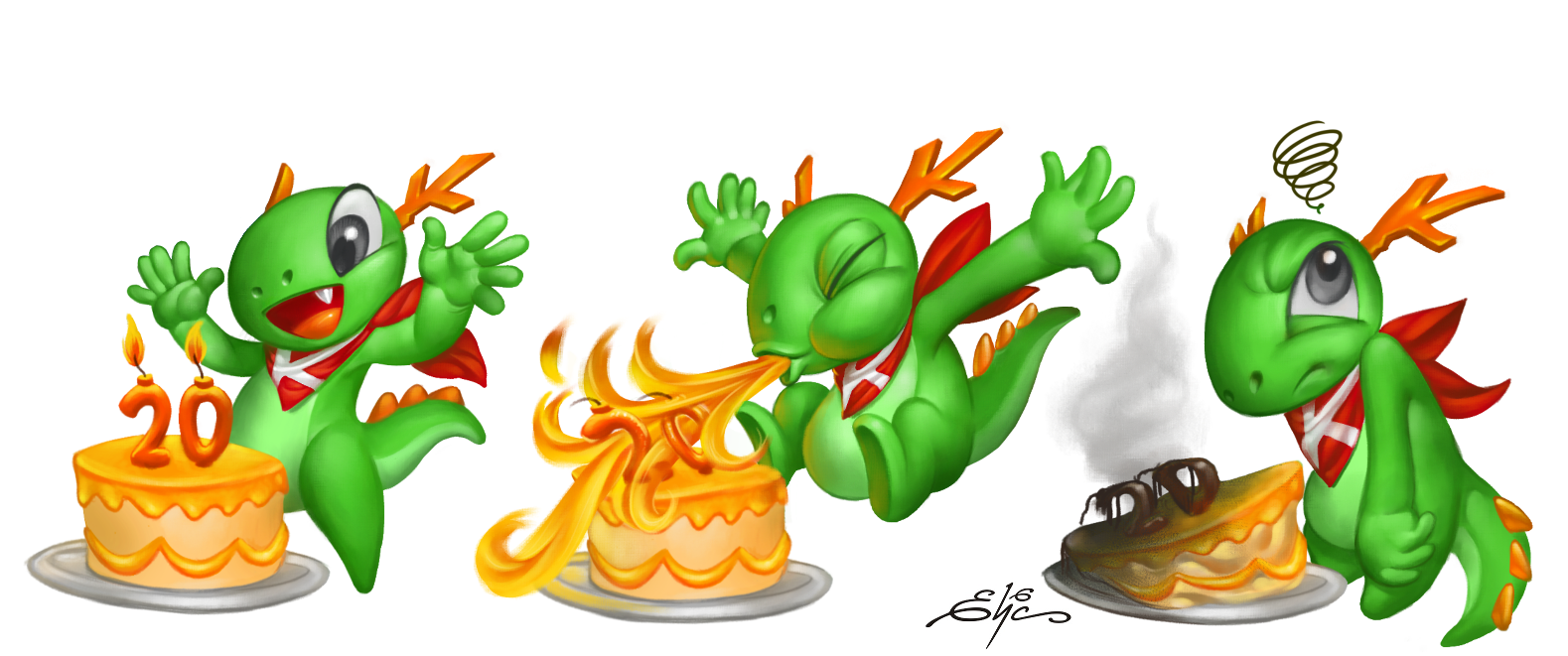
KDE20周年記念ブック (PDF)、カバーはTimothée Gietで、編集はKDE e.V.の主席を務めるLydia Pintscher。
- Elias Silveiraが描いた、KDE20周年記念パーティー用イラスト。
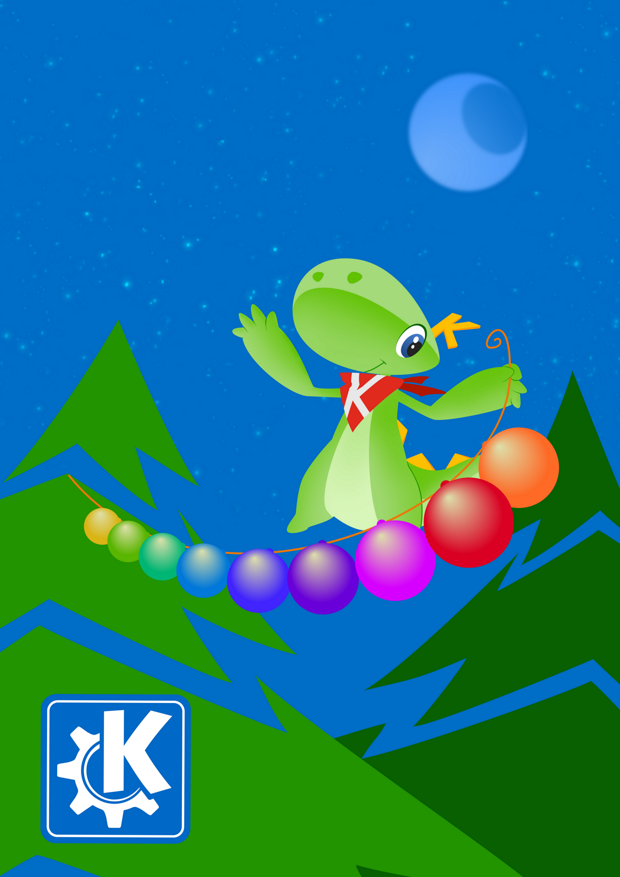
Timothée GietがデザインしたKonqiポストカード。
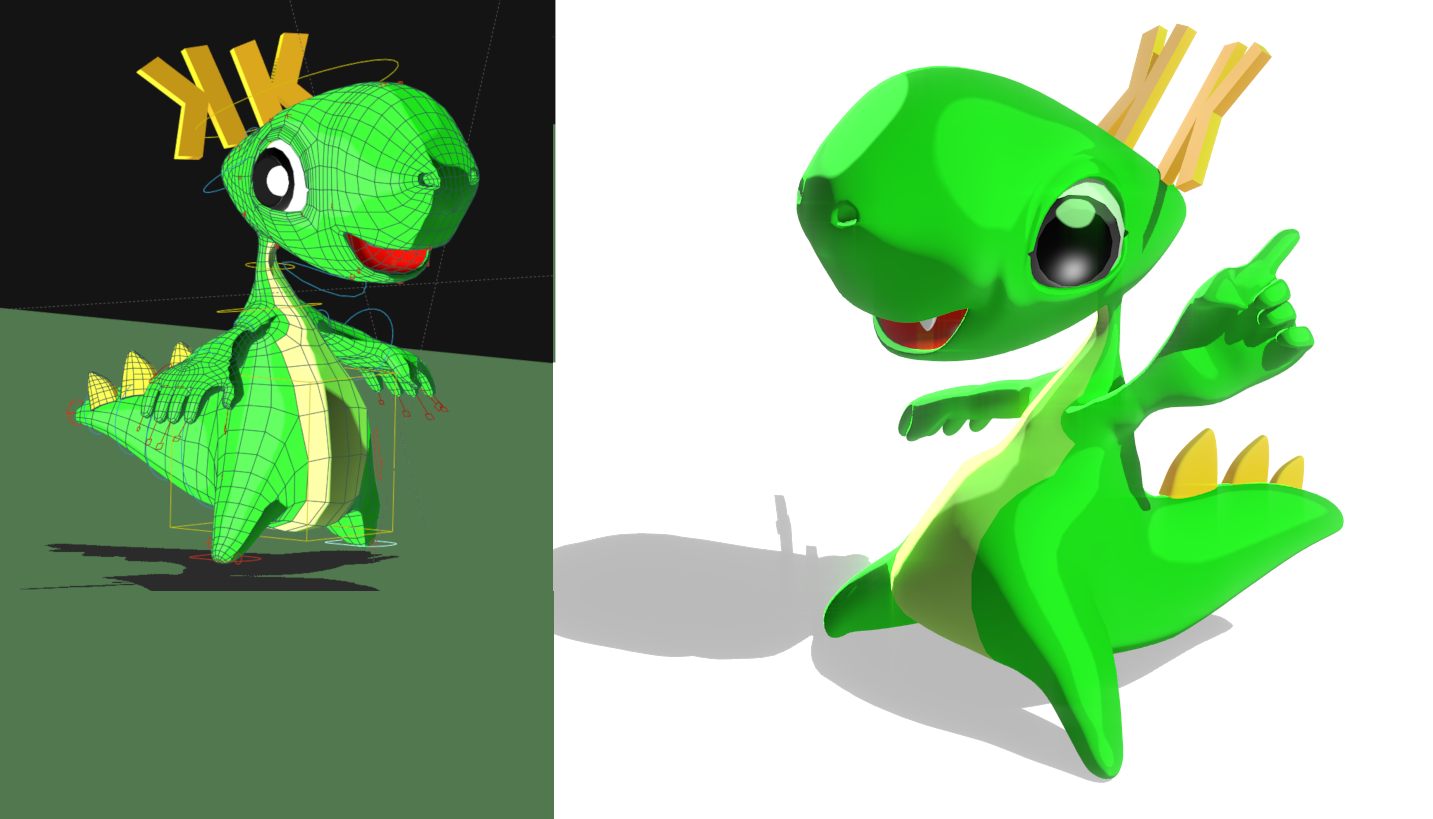
Bastian Salmelaがモデリングした新版Konqi。
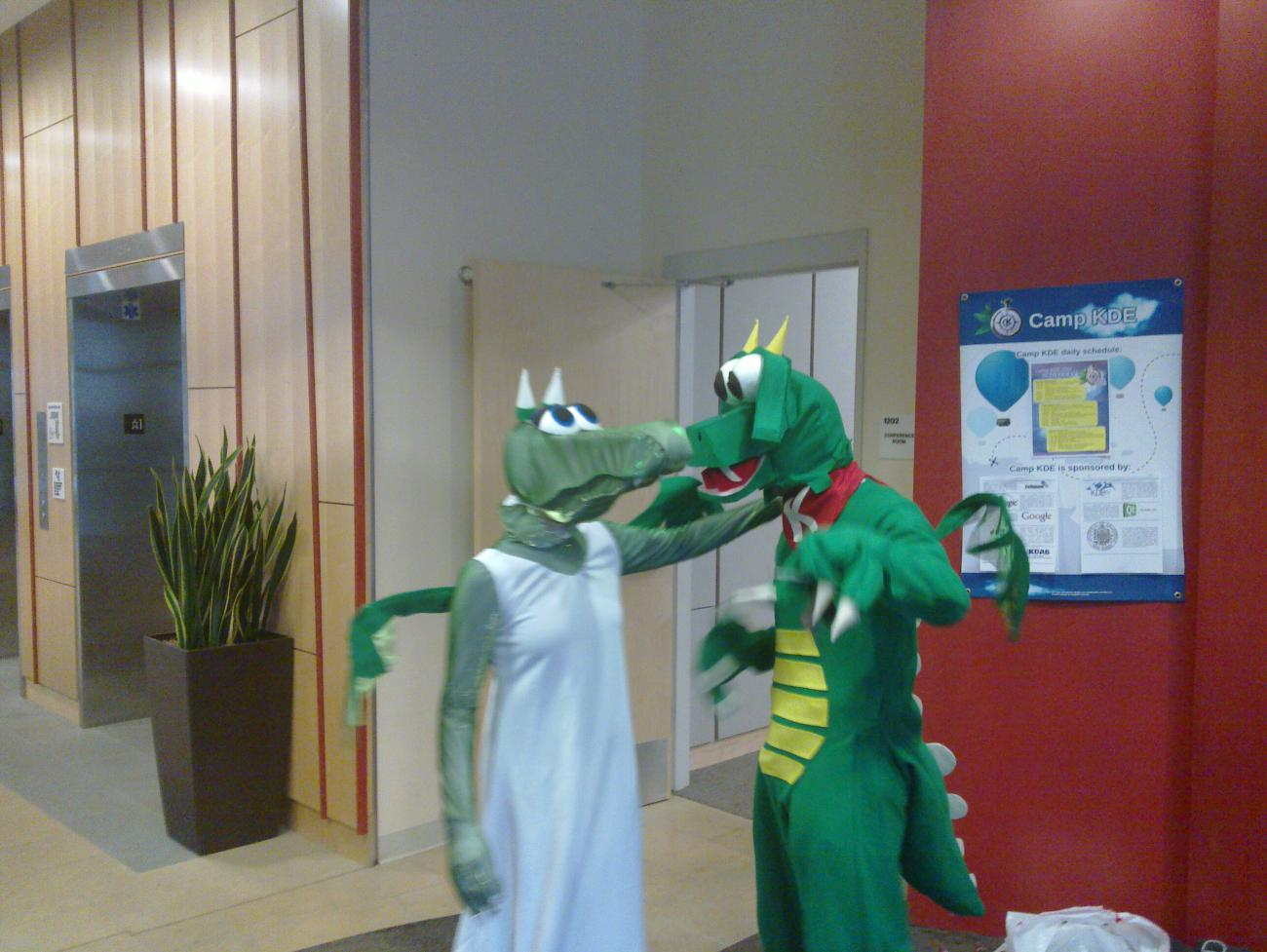
Camp KDE 2010で登場したKonqiとKatieの着ぐるみ。
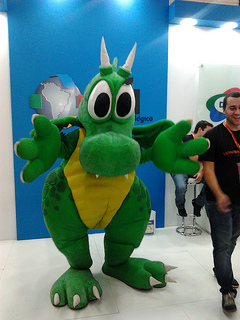
Latinoware 2012で登場したKonqiの着ぐるみ。
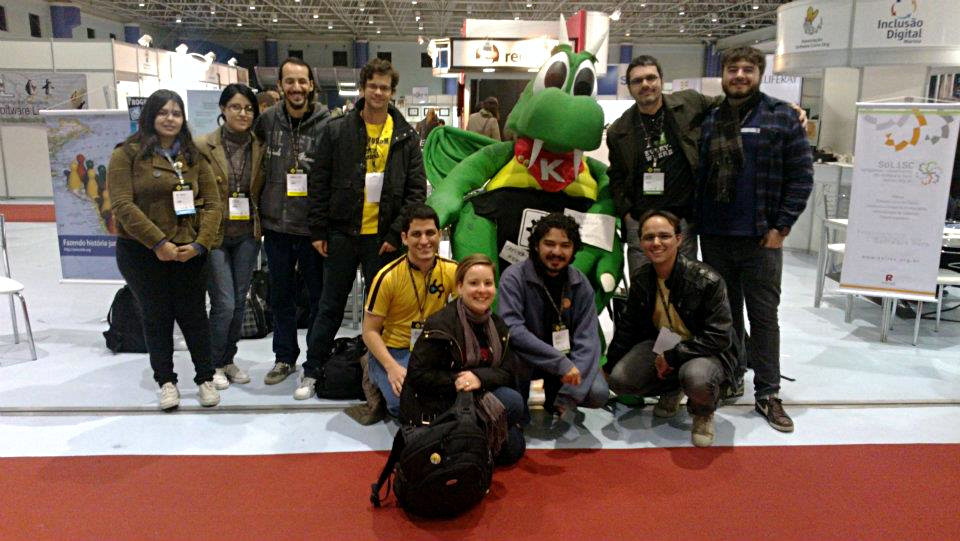
第13回International Free Software Forumで登場したKonqiの着ぐるみ。
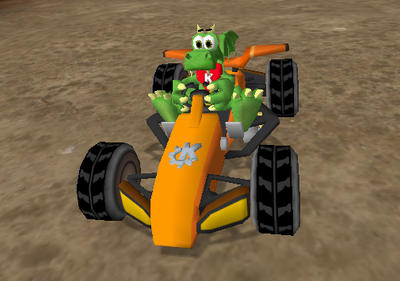
SuperTuxKartで登場したKonqi。モデリングはbetharatux1でjymisは協力。